# Mùa bão Đại Tây Dương 2005
Mùa bão Đại Tây Dương 2005 là mùa bão Đại Tây Dương hoạt động mạnh nhất trong lịch sử, cho đến khi kỷ lục này bị phá vỡ 15 năm sau vào năm 2020. Mùa bão này đã phá vỡ nhiều kỷ lục vào thời điểm đó, với 28 cơn bão nhiệt đới hoặc cận nhiệt đới được ghi nhận. Trung tâm Bão Quốc gia Hoa Kỳ đã đặt tên cho 27 cơn bão, làm cạn kiệt danh sách được chỉ định trước hàng năm và dẫn đến việc sử dụng sáu tên chữ cái Hy Lạp, đồng thời xác định thêm một cơn bão không tên trong quá trình phân tích lại sau mùa. Có tổng cộng 15 cơn bão đạt được cấp độ "hurricane" (bão cuồng phong), với sức gió duy trì tối đa ít nhất 64 kt (119 km/h); trong số đó, có 7 cơn bão trở thành "major hurricane" (bão cuồng phong lớn), là cấp 3 hoặc cao hơn trên thang Saffir – Simpson. Số lượng "hurricane" và "major hurricane" trong mùa 2005 đạt mức kỉ lục. Bốn cơn bão của mùa này trở thành bão cấp 5, cấp cao nhất trong thang đo.
Tác động của mùa bão là rất rộng và nghiêm trọng. Các cơn bão của trong mùa bão gây ra 3.468 người chết và thiệt hại kinh tế khoảng 171,7 tỷ USD. Đó là mùa gây ra thiệt hại cao nhất được ghi nhận vào thời điểm đó, cho đến khi kỷ lục của nó bị vượt qua 12 năm sau đó . Nó cũng tạo ra chỉ số năng lượng xoáy thuận tích lũy (ACE) cao thứ hai trong lưu vực Đại Tây Dương, chỉ thấp hơn mùa bão 1933. Mùa bão chính thức bắt đầu vào ngày 1 tháng 6 năm 2005, và cơn bão đầu tiên Arlene, phát triển vào ngày 8 tháng 6. Bão Dennis vào tháng 7 đã gây thiệt hại nặng nề cho Cuba. Bão Stan vào tháng 10 là một phần của hình thế thời tiết rộng lớn hơn đã giết chết 1.668 người và gây thiệt hại 3,96 tỷ đô la cho miền Đông Mexico và Trung Mỹ, với Guatemala bị ảnh hưởng nặng nề nhất. Cơn bão cuối cùng là Zeta, hình thành vào cuối tháng 12 và tan vào ngày 6 tháng 1 năm 2006.
Bốn cơn bão cấp 5 đã phát triển trong mùa là: Emily, Katrina, Rita và Wilma. Vào tháng 7, cơn bão Emily đạt cường độ cao nhất ở vùng biển Caribe, trở thành cơn bão cấp 5 đầu tiên trong mùa, sau đó suy yếu và tấn công Mexico hai lần. Vào tháng 8, Katrina đạt cực đại ở vịnh Mexico sau đó suy yếu và nó tấn công các bang Louisiana và Mississippi của Hoa Kỳ. Những tác động tàn khốc nhất trong mùa đã được ghi nhận ở Bờ Vịnh của Hoa Kỳ, nơi triều cường của bão Katrina làm tê liệt New Orleans, Louisiana trong nhiều tuần và tàn phá đường bờ biển Mississippi. Katrina trở thành cơn bão lớn nhất của Hoa Kỳ, gây thiệt hại 125 tỷ đô la và  khiến ít nhất 1392 người chết. Rita theo sau vào tháng 9, đạt cường độ cao nhất ở vịnh Mexico trước khi suy yếu và tấn công gần biên giới Texas và Louisiana. Cơn bão mạnh nhất trong mùa là Wilma, đã trở thành cơn bão Đại Tây Dương có áp suất trung tâm tối thiểu thấp nhất.  Wilma kéo dài 10 ngày trong tháng 10, di chuyển qua Cozumel, bán đảo Yucatán và Florida, gây thiệt hại 19 tỷ USD và 48 người chết.
Lưu ý là do Nam Đại Tây Dương (vùng phía Nam xích đạo của Đại Tây Dương) có rất ít xoáy thuận nhiệt đới, phạm vi của bài này là khu vực Bắc Đại Tây Dương (khu vực Đại Tây Dương, phía Bắc xích đạo). Trong bài viết này, thang bão được sử dụng là thang bão Saffir–Simpson, ngoài ra đối với số liệu gió quan trắc, gió mạnh trung bình đo từ 2 phút trở lên và gió giật sẽ được đối chiếu với thang sức gió Beaufort.

## Dự báo theo mùa
Trước khi mùa bão chính thức bắt đầu, nhiều cơ quan, tổ chức khác nhau đã đưa ra dự báo về số lượng các cơn bão nhiệt đới, cơn cuồng phong và cơn bão cuồng phong lớn được đặt tên trong mùa sắp tới, bao gồm Đại học Bang Colorado (CSU), Viện Khí tượng Cuba (InsMet), Hiệp hội Rủi ro Bão nhiệt đới (TSR) và Cơ quan Khí quyển và Đại dương Quốc gia Hoa Kỳ (NOAA). Một số dự báo dự đoán có bao nhiêu cơn bão nhiệt đới sẽ ảnh hưởng đến một quốc gia hoặc vùng lãnh thổ cụ thể.

### Dự báo trước mùa
Dự báo đầu tiên trong số này được đưa ra bởi CSU, dự đoán vào ngày 5 tháng 12 năm 2004 rằng mùa này sẽ ở trên mức trung bình và có 11 cơn bão được đặt tên, 6 cơn bão cuồng phong và 3 cơn bão cuồng phong lớn.  Họ cũng lưu ý rằng vùng Caribe và toàn bộ bờ biển Hoa Kỳ phải đối mặt với nguy cơ ngày càng cao xảy ra một cơn bão cấp 3 trở lên đổ bộ vào đất liền. TSR đưa ra dự báo đầu tiên vài ngày sau đó và dự đoán rằng mùa này sẽ có 9,6 cơn bão nhiệt đới; 5,7 cơn cuồng phong và 3,3 cơn bão lớn và dự đoán rằng chỉ số năng lượng lốc xoáy tích lũy (ACE) sẽ là 145.
Trong tháng 1 năm 2005, TSR tăng dự báo lên 13,9 cơn bão nhiệt đới, 7,8 cơn cuồng phong, 3,6 cơn bão lớn và dự đoán rằng chỉ số ACE sẽ là 157.  CSU đưa ra dự báo cập nhật đầu tiên vào ngày 1 tháng 4, nâng dự báo của họ lên 13 cơn bão nhiệt đới, 7 cơn bão cuồng phong và 3 cơn bão cuồng phong lớn, họ lưu ý về nguy cơ tiếp tục xảy ra bão lớn đổ bộ vào vùng biển Caribe hoặc Hoa Kỳ. Sự gia tăng số lượng bão dự báo này là do Đại Tây Dương tiếp tục ấm lên và cho rằng tình trạng El Niño sẽ không kéo dài đến mùa bão.  Vào ngày 2 tháng 5, Viện Khí tượng Cuba (InsMet) đã đưa ra dự báo theo mùa, trong đó dự đoán rằng mùa này sẽ có 13 cơn bão nhiệt đới và 7 cơn cuồng phong.  Tiếp theo là vào ngày 16 tháng 5,  NOAA dự báo 70% khả năng hoạt động trên mức bình thường, với 12–15 cơn bão nhiệt đới, 7–9 cơn bão và 3–5 cơn bão lớn. CSU đã ban hành bản cập nhật dự báo thứ hai vào ngày 31 tháng 5, điều chỉnh dự báo của mình thành 15 cơn bão được đặt tên, 8 cơn bão và 4 cơn bão lớn; vào thời điểm này, nhóm tin rằng El Niño khó xảy ra.

### Dự bão giữa mùa
Trong bản cập nhật dự báo tháng 7, TSR dự đoán rằng mùa bão sẽ hoạt động đặc biệt mạnh và trên mức trung bình; tổ chức đã nâng số lượng cơn dự báo lên 15,3 cơn bão nhiệt đới, 8,8 cơn bão và 4,1 cơn bão lớn, với chỉ số ACE là 190.  Đến cuối tháng 7, Đại Tây Dương đã có bảy cơn bão nhiệt đới và hai cơn bão cuồng phong lớn, điều này khiến CSU, InsMet, NOAA và TSR để tăng đáng kể dự báo của họ vào đầu tháng 8.  Trong bản cập nhật ngày 5 tháng 8, CSU dự đoán rằng sẽ có thêm 13 cơn bão nữa hình thành, với thêm 7 cơn bão cuồng phong nữa và 3 cơn bão cuồng phong lớn nữa. Vào đầu tháng 9, CSU đã cập nhật dự báo của họ và dự đoán rằng sẽ có thêm 8 cơn bão nữa hình thành, cùng với 6 cơn bão cuồng phong nữa và 3 cơn bão cuồng phong lớn.  Đến cuối tháng 9, 17 cơn bão được đặt tên, trong đó 9 cơn bão đã phát triển thành bão cuồng phong và 4 cơn bão trở thành bão cuồng phong lớn. Trong bản cập nhật cuối cùng của họ trong năm, CSU dự đoán rằng tháng 10 sẽ có ba cơn bão được đặt tên, hai cơn bão cuồng phong và một cơn bão cuồng phong lớn.

## Đặt tên cho bão
Danh sách dưới đây gồm tất cả những cái tên được sử dụng trong mùa bão Đại Tây Dương năm 2005. Đây chính là danh sách được sử dụng cho mùa giải năm 1999, ngoại trừ Franklin và Lee, thay thế cho Floyd và Lenny.  Những cái tên không bị loại khỏi danh sách này đã được sử dụng lại trong mùa 2011. Những cái tên Franklin, Lee, Maria, Nate, Ophelia, Philippe, Rita, Stan, Tammy, Vince và Wilma từ danh sách thông thường được sử dụng lần đầu tiên (và những cái tên Rita, Stan và Wilma chỉ được sử dụng 1 lần) vào thời điểm năm nay, cũng như danh sách phụ trợ các tên chữ cái Hy Lạp của Alpha , Beta , Gamma , Delta , Epsilon và Zeta . Mùa bão năm 2005 là mùa bão Đại Tây Dương đầu tiên có tên bão bắt đầu bằng 'V' và 'W'. Ngoài ra, khi danh sách 21 tên bão được Tổ chức Khí tượng Thế giới (WMO) phê duyệt trước cho mùa bão đã hết, năm 2005 trở thành năm 2005 đầu tiên phải sử dụng tên dự phòng.
| - Arlene - Bret - Cindy - Dennis - Emily - Franklin - Gert | - Harvey - Irene - Jose - Katrina - Lee - Maria - Nate | - Ophelia - Philippe - Rita - Stan - Tammy - Vince - Wilma |
| Tên dự phòng                                               |                                                        |                                                            |
| - Alpha - Beta                                             | - Gamma - Delta                                        | - Epsilon - Zeta                                           |

### Khai tử tên bão
Sau khi mùa bão kết thúc, Ủy ban Bão của WMO đã loại bỏ 5 cái tên: Dennis, Katrina, Rita, Stan và Wilma và thay thế chúng bằng Don, Katia, Rina, Sean và Whitney và những cái tên này không bao giờ được sử dụng lần nữa. Mùa này đã vượt qua kỷ lục trước đó về số lượng tên bão bị khai tử trong một mùa bão là 4 (1955, 1995, 2004).
Đã có cuộc thảo luận đáng kể về việc sử dụng bảng chữ cái Hy Lạp. Ủy ban đồng ý rằng việc sử dụng bảng chữ cái Hy Lạp có "tác động quan trọng về chính trị, kinh tế và xã hội trên toàn cầu, điều này có thể đã không xảy ra nếu sử dụng danh sách tên thứ cấp khác hoặc sử dụng tên theo vòng tròn",  và bảng chữ cái Hy Lạp sẽ được sử dụng lại nếu danh sách đặt tên truyền thống đã hết. Người ta cũng quyết định rằng việc rút lại bảng chữ cái Hy Lạp là không thực tế. Những cơn bão được đặt tên bằng các chữ cái Hy Lạp nếu không thể loại bỏ hoàn toàn vẫn sẽ xuất hiện trong danh sách tên đã bị khai tử, nhưng có "ký hiệu" gắn liền với mỗi trường hợp (cơn bão). Tuy nhiên, do sự tàn phá do Eta và Iota gây ra trong mùa bão 2020, mùa tiếp theo mà bảng chữ cái Hy Lạp dự phòng phải được sử dụng, WMO đã quyết định chấm dứt sử dụng toàn bộ bảng chữ cái Hy Lạp để tránh bất kỳ sự nhầm lẫn nào và thay thế nó bằng một danh sách dự phòng khác, điều này sẽ cho phép các tên bằng chữ cái Hy Lạp bị loại bỏ.

## Diễn biến mùa bão[nb 1]

### Tháng sáu và Tháng bảy
Vào ngày 8 tháng 6, Bão Arlene hình thành ở phía Tây Caribe, đi qua Cuba trước khi đổ bộ vào Florida Panhandle vào ngày 11 tháng 6. Arlene chỉ gây ra thiệt hại vừa phải. Một người bơi lội đã bị cuốn vào vùng nước xoáy do bão gây ra và chết đuối ở bãi biển Miami, Florida.
Bão Bret cường độ yếu hình thành ở Vịnh Campeche vào ngày 28 tháng 6 và đổ bộ vào Veracruz vào sáng hôm sau. Cơn bão đã làm hư hại hàng trăm ngôi nhà và gây lũ lụt khiến 2 người thiệt mạng.
Bão Cindy hình thành ở Vịnh Mexico vào ngày 4 tháng 7. Ban đầu được cho là một cơn bão nhiệt đới, Cindy đổ bộ vào Louisiana vào ngày 5 tháng 7. Trên vùng biển ven bờ và vùng ven biển đã có gió mạnh (từ 2 phút quan trắc trở lên) phổ biến cấp 7-9, một số địa điểm có gió cấp 10-12, gió giật mạnh có nơi cấp 13-14 (quy ra thang BF), đây là 1 phần nguyên nhân dẫn đến việc đánh giá lại cường độ bão. Lượng mưa báo cáo trên đất liền có nơi lên tới 5 in (130 mm). Bão cũng gây ra một số cơn lốc xoáy, lũ lụt tại một số khu vực ven biển bao gồm Coden, Alabama và làm 3 người chết. Phân tích sau mùa, Cindy được nâng cấp thành bão cuồng phong.

Bão Dennis đổ bộ vào Hoa Kì

Vào ngày 5 tháng 7, bão Dennis hình thành ở phía đông Caribe; nó đi qua Grenada trước khi mạnh lên thành bão cấp 4, trở thành bão mạnh nhất tháng 7 ở khu vực đóvvào thời điểm nó đang hoạt động với sức gió duy trì mạnh nhất đạt 240 km/h và áp suất thấp nhất 930 hPa. Dennis quét qua Cuba , sau đó đổ bộ lần cuối vào Florida Panhandle. Bão Dennis đã gây ra lũ lụt và lở đất trên diện rộng ở Haiti, khiến ít nhất 56 người thiệt mạng và gây thiệt hại 50 triệu USD. Một người chết ở Jamaica và thiệt hại ước tính khoảng 31,7 triệu USD. Tại Cuba, bão Dennis gây ra gió mạnh cấp 17 (theo thang BF) cơn bão gây mưa cao kỉ lục trên đảo kể từ bão Flora năm 1963. Trên khắp Cuba, Dennis đã làm chết 16 người và gây ra thiệt hại 1,4 tỷ USD, ảnh hưởng đến nông nghiệp, khu du lịch, cơ sở hạ tầng và nhà ở. Dennis di chuyển đến bờ biển Florida gần nơi cơn bão Ivan đổ bộ 10 tháng trước đó. Thiệt hại do bão Dennis ở Hoa Kỳ lên tới 2,545 tỷ USD và có 15 người chết ở nước này. Lượng mưa cao nhất do bão ghi nhận ở Hoa Kỳ đạt 12,80 in (325 mm) gần Camden, Alabama.

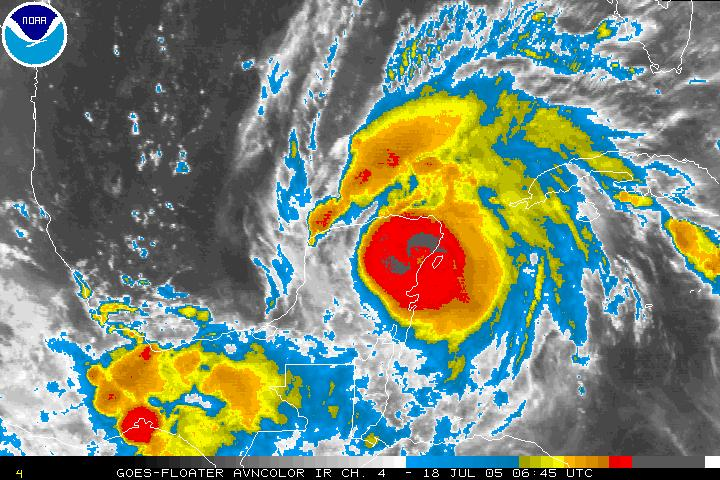
Bão Emily khi đổ bộ vào Mexico lần đầu tiên.

Ngay sau đó, bão Emily hình thành trên Đại Tây Dương vào ngày 11 tháng 7. Nó đi vào biển Caribe và nhanh chóng mạnh lên thành bão cấp 4, phá kỷ lục của Dennis về sức mạnh của bão trong tháng 7, áp suất trung tâm cơn bão khi đạt cực đại là 929 hPa. Emily sau đó nhanh chóng đạt đến cường độ cấp 5-cơn bão cấp 5 sớm nhất từng được ghi nhận ở Đại Tây Dương. Emily đổ bộ vào bán đảo Yucatán với sức gió tương đương bão cấp 4. Sau đó bão đổ bộ vào Tamaulipas với sức mạnh bão cấp 3. Emily đã khiến 14 người tử vong. Thiệt hại ước tính khoảng 400 triệu USD (2005 USD).
Bão Franklin hình thành ngoài khơi Bahamas vào ngày 18 tháng 7. Cơn bão di chuyển theo hướng đông bắc và trở thành xoáy thuận ngoại nhiệt đới ngoài khơi bờ biển Đại Tây Dương của Canada, bão không gây ra ảnh hưởng đáng kể đến đất liền.
Bão nhiệt đới yếu có tên Gert hình thành vào ngày 23 tháng 7. Gert đổ bộ vào Veracruz gần nơi Emily đã đổ bộ vài ngày trước đó. Khoảng 1.000 người đã được sơ tán vì lo ngại lũ lụt, nhưng không có thiệt hại hay trường hợp tử vong nào được báo cáo.

### Tháng tám
Giống như tháng 7, hoạt động của bão và áp thấp nhiệt đới trong tháng 8 bắt đầu khá sớm: Bão nhiệt đới Harvey hình thành ở phía tây nam Bermuda vào ngày 3 tháng 8. Harvey gây mưa trên Bermuda khi nó di chuyển về phía đông bắc; bão trở thành xoáy thuận ngoại nhiệt đới vào ngày 8 tháng 8 trên vùng biển Đại Tây Dương.
Áp thấp nhiệt đới là tiền thân bão Irene hình thành ở phía tây Quần đảo Cape Verde vào ngày 4 tháng 8. Hình thế này di chuyển về phía tây và phía bắc và đạt cường độ bão cuồng phong vào ngày 15 tháng 8. Irene chuyển hướng về phía đông bắc và nhanh chóng mạnh lên thành bão cấp trước khi suy yếu và bị xoáy thuận ngoại nhiệt đới lớn hơn hấp thụ vào ngày 18 tháng 8. Một bé trai gần Long Beach, New York tử vong do dòng chảy xa bờ.
Áp thấp nhiệt đới thứ 10 hình thành ở phía đông Tiểu Antilles vào ngày 13 tháng 8. Áp thấp tan vào ngày hôm sau. Tàn dư của nó sớm được sáp nhập với một hệ thống khác và trở thành bão cơn bão Katrina.

Vòng lặp hình ảnh radar bão Katrina đổ bộ vào 29 tháng 8

Bão Jose hình thành ở vịnh Campeche vào ngày 22 tháng 8. Bão bắt đầu trải qua quá trình tăng cường nhanh chóng nhưng nó cũng nhanh chóng tiến đến bờ biển và đổ bộ vào bang Veracruz của Mexico vào ngày 23 tháng 8, ngăn cản việc mạnh thêm đáng kể, do đó cường độ của bão chỉ ở mức vừa phải. Có 25.000 người phải sơ tán khỏi nhà ở Veracruz, 11 người chết tại  Veracruz, 5 người chết ở bang Oaxaca. Tổng cộng, thiệt hại ở Mexico lên tới 45 triệu USD (2005 USD).
Bão Katrina hình thành vào giữa tháng 8 trên Bahamas. Nó trở thành bão nhiệt đới vào ngày 24 tháng 8 và đạt cường độ bão cuồng phong trước khi đổ bộ vào miền nam Florida ở mức bão cuồng phong cấp 1. Cơn bão đi vào Vịnh Mexico và mạnh lên nhanh chóng thành bão cấp 5 khi đi qua nơi có dòng biển ấm vào ngày 28 tháng 8. Katrina đổ bộ lúc 06:00 CST ngày 29 tháng 8 với sức gió tương đương cơn bão bão cấp 3. Khi đổ bộ kích thước của bão rất lớn. Nước dâng do bão đã gây ra thiệt hại thảm khốc dọc theo bờ biển Louisiana, Mississippi và Alabama. Tại New Orleans (thành phố của Louisiana), nước dâng do bão đã làm vỡ đê, làm ngập lụt khoảng 80% diện tích thành phố. Thiệt hại do gió được báo cáo ở những nơi nằm sâu trong đất liền, cản trở nỗ lực cứu hộ. Ước tính bão gây ra thiệt hại từ 97,4 đến 147,5 tỷ USD (2005 USD).
Một vùng áp thấp khác hình thành từ một làn sóng nhiệt đới bắt nguồn vào ngày 24 tháng 8 ở ngoài khơi bở biển châu Phi. Vùng áp thấp mạnh lên thành áp thấp nhiệt đới khi hệ thống khoảng giữa quần đảo Tiểu Antilles và châu Phi. Tuy nhiên, gió đứt hướng Bắc đã ngăn cản áp thấp mạnh lên và nó suy yếu thành một vùng áp thấp rộng vào ngày hôm sau. Sau khi di chuyển nhanh về phía bắc, vùng thấp phát triển trở lại thành áp thấp nhiệt đới và ngay sau đó được tuyên bố là mạnh lên thành bão nhiệt đới với tên quốc tế là Lee vào ngày 31 tháng 8. Lee chỉ là một cơn bão nhiệt đới trong một thời gian ngắn trước khi suy yếu trở lại thành áp thấp nhiệt đới. Áp thấp nhiệt đới lại suy yếu thành một vùng áp thấp hoàn lưu rộng trước khi bị hấp thụ bởi một front lạnh vào ngày 4 tháng 9.

### Tháng chín

Bão Ophelia đang ảnh hưởng đến North Carolina

Bão Maria hình thành vào ngày 1 tháng 9, khi hình thành nó là áp thấp nhiệt đới ở vùng biển giữa quốc đảo Cabo Verde và nhóm đảo Tiểu Antilles. Bão di chuyển về vùng biển phía Bắc hơn so với vị trí hình thành, Maria đạt cực đại là bão cấp 3 vào ngày 5 tháng 9, sau đó suy yếu trước khi trở thành xoáy thuận ngoại nhiệt đới vào ngày 10 tháng 9, cơn bão ngoại nhiệt đới này mạnh lên khi nó di chuyển về phía Iceland. Cơn bão ngoại nhiệt đới đã tấn công Na Uy, gây ra trận lở đất ở Bergen khiến 3 người thiệt mạng và 7 người khác bị thương.
Bão Nate hình thành ở phía tây nam Bermuda vào ngày 5 tháng 9 và di chuyển về phía đông bắc. Lúc bão đạt đến cường độ cực đại, bão tương đương với bão cuối cấp 1. Nate trở thành xoáy thuận ngoại nhiệt đới vào ngày 10 tháng 9. Cơn bão chưa bao giờ tiếp cận đất liền, mặc dù vậy bão đã gây trở ngại cho các tàu hải quân Canada trên đường đến bờ biển Vịnh Mehico để hỗ trợ các nỗ lực khắc phục hậu quả do bão Katrina gây ra và dòng chảy xa bờ do bão Nate và Maria gây ra làm một người ở New Jersey tử vong và làm một người khác bị tổn hại nghiêm trọng về sức khỏe.
Bão Ophelia hình thành từ một áp thấp nhiệt đới ở Bahamas vào ngày 6 tháng 9 và áp thấp nhiệt đới đó đổ bộ vào Grand Bahama ngay sau khi hình thành. Nó trở thành một cơn bão nhiệt đới ở vùng biển ngoài khơi bờ biển Florida trước khi mạnh lên thành bão cuối cấp 1 và tiếp cận bờ biển phía Nam North Carolina gây gió lớn và nước dâng do bão vào ngày 12 và 13 tháng 9. Mắt bão không bao giờ di chuyển vào đất liền, bão di chuyển ra xa bờ biển phía Đông Hoa Kỳ và bão trở thành xoáy thuận ngoại nhiệt đới vào ngày 17 tháng 9 và quét qua Canada. Do ảnh hưởng của bão, vùng bờ biển; vùng biển ven bờ; các đảo, bán đảo ven bờ đã có gió mạnh (2 phút duy trì trở lên) ghi nhận là cấp 10-11 giật cấp 12-13 (thang BF) và lượng mưa ghi nhận có nơi gần 300 mm. Bão khiến 3 người chết và tổng thiệt hại ước tính khoảng 70 triệu USD (2005 USD).

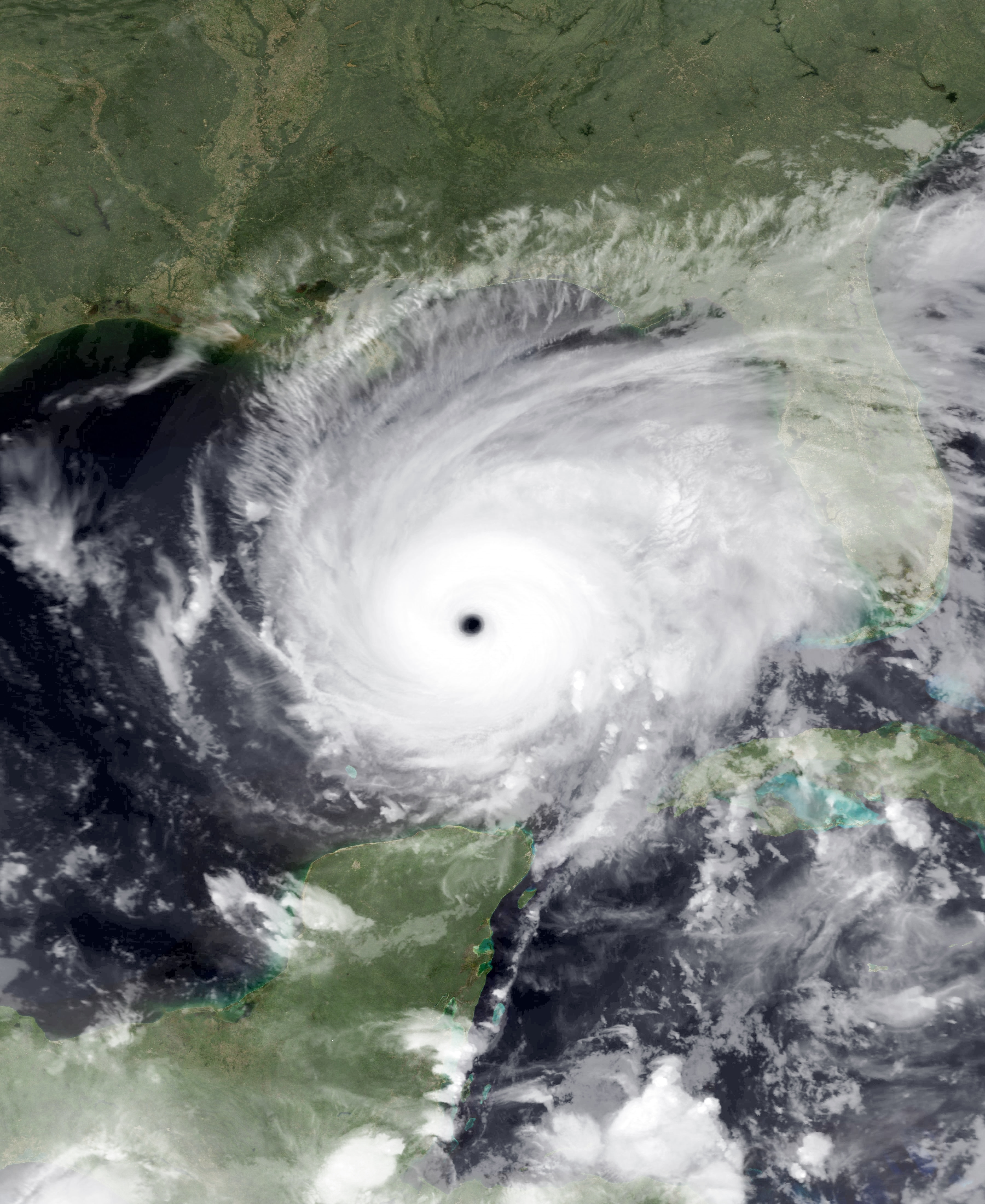
Bão Rita đạt cực đại

Bão Philippe hình thành ở phía Đông quần đảo Leeward vào ngày 17 tháng 9. Nó di chuyển về phía bắc, đạt cường độ cấp 1 trước khi suy yếu và tan vào ngày 23 tháng 9. Philippe đã mang gió giật và hơi ẩm đến Bermuda. Ảnh hưởng của bão nói chung không đáng kể.
Một áp thấp nhiệt đới trên Quần đảo Turks và Caicos hình thành vào ngày 18 tháng 9 và mạnh lên thành bão với tên là Rita. Cơn bão đạt cường độ cấp 2 khi nó di chuyển về phía nam Florida Keys vào ngày 20 tháng 9. Sự tăng cường độ nhanh chóng xảy ra sau đó khi Rita di chuyển vào Vịnh Mexico và Rita trở thành cơn bão cấp 5 vào ngày 21 tháng 9, trở thành cơn bão mạnh thứ ba từng được ghi nhận ở khu vực Đại Tây Dương vào thời điểm đó (hiện nay là thứ tư). Rita đổ bộ gần biên giới Texas- Louisiana vào ngày 24 tháng 9. Lũ lụt lớn được báo cáo ở Port Arthur và Beaumont, Texas, trong khi các giáo xứ Cameron và Calcasieu ở Louisiana bị tàn phá. Các giàn khoan dầu ngoài khơi trên đường đi của Rita cũng bị thiệt hại đáng kể. 120 người đã thiệt mạng do ảnh hưởng của Rita, chỉ có 7 trường hợp là do ảnh hưởng trực tiếp và tổng thiệt hại do cơn bão gây ra ước tính khoảng 18,5 tỷ USD (2005 USD).
Một áp thấp nhiệt đới hình thành vào ngày 30 tháng 9, không thể mạnh lên thành bão nhiệt đới và tan vào ngày 2 tháng 10. Áp thấp nhiệt đới không gây ra ảnh hưởng đáng chú ý.

### Tháng mười

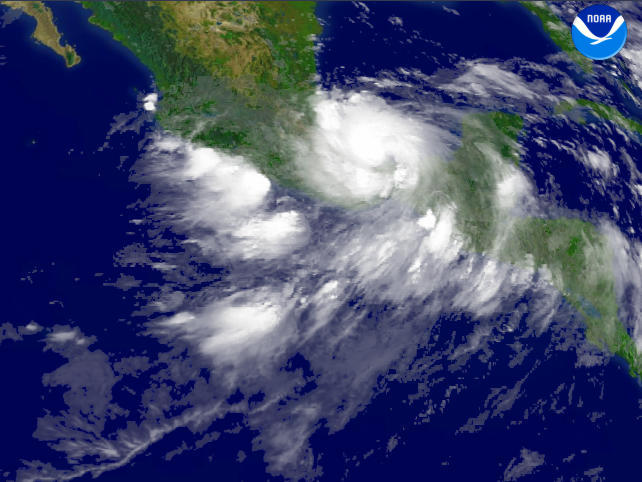
Bão Stan ngay sau khi đổ bộ vào Veracruz

Bão Stan là cơn bão đầu tiên trong tháng 10, mạnh lên thành bão nhiệt đới vào ngày 2 tháng 10 ngay trước khi đi qua bán đảo Yucatán. Tại Vịnh Campeche , Stan đạt cường độ bão cấp 1 trước khi đổ bộ vào phía nam Veracruz vào ngày 4 tháng 10. Bão Stan và tàn dư của bão là một phần nguyên nhân gây mưa lớn, gây ra lượng mưa xối xả, dẫn đến lũ lụt và sạt lở đất thảm khốc ở miền nam Mexico và miền Trung châu Mỹ. Hơn 1.500 người chết, đại đa số do lũ lụt và sạt lở đất gây ra, trong đó khoảng 80 người là do bão Stan trực tiếp gây ra. Thiệt hại do bão lên tới 1,2 tỷ USD (2005).
Một cơn bão cận nhiệt đới (tạm gọi là "bão cận nhiệt đới Azores") không có tên tên ban đầu không được NHC chú ý. Trong quá trình phân tích sau mùa giải, NHC xác định đó là một cơn bão cận nhiệt đới. Cơn bão cận nhiệt đới tồn tại trong thời gian ngắn này hình thành vào ngày 4 tháng 10 ở phía nam Azores và bị áp thấp ngoại nhiệt đới hấp thụ vào ngày hôm sau, áp thấp đó sau này trở thành bão Vince. Trong toàn bộ quá trình ảnh hưởng, bão đã gây ra gió mạnh cấp 8-9 giật cấp 10 (thang BF).
Bão nhiệt đới Tammy tồn tại một thời gian ngắn trước khi đổ bộ vào vùng đông bắc Florida vào ngày 5 tháng 10. Tammy đã gây mưa lớn trên các vùng phía Đông Nam Hoa Kỳ trước khi được hợp nhất với một hệ thống front mà sau này đã gây ra lũ lụt ở vùng Đông Bắc Hoa Kỳ vào tháng 10 năm 2005 khiến 10 nguòi chết.
Áp thấp cận nhiệt đới 22 hình thành ở phía đông nam Bermuda vào ngày 8 tháng 10. Nó chuyển thành áp thấp phi nhiệt đới vào ngày hôm sau. Tàn dư của nó cùng với bão Tammy đã di chuyển đến New England và cũng góp phần gây ra lũ lụt ở Đông Bắc Hoa Kỳ vào tháng 10 năm 2005.
Từ một áp thấp phi nhiệt đới đã hấp thụ "bão cận nhiệt đới Azores", bão cận nhiệt đới Vince hình thành trên vùng nước lạnh bất lợi cho sự hình thành xoáy thuận nhiệt đới ở Đông Đại Tây Dương gần Quần đảo Madeira vào ngày 8 tháng 10. Cơn bão này mạnh lên thành bão cấp 1 trong một thời gian ngắn vào ngày 9 tháng 10. Bão tiếp tục di chuyển về hướng đông, suy yếu thành áp thấp nhiệt đới vào ngày 10 tháng 10. Áp thấp nhiệt đới sau đổ bộ bất thường hơn vào Tây Ban Nha vào ngày 11 tháng 10, khiến nó trở thành cơn bão nhiệt đới đầu tiên ảnh hưởng đến Tây Ban Nha kể từ cơn bão Tây Ban Nha năm 1842. Vince đã gây ra gió mạnh cấp 6-7 giật cấp 8-9 (thang BF) trên đất liền và lũ lụt nhỏ ở một số nơi.
Bão Wilma hình thành vào ngày 17 tháng 10 ở vùng Tây Caribe, phía Tây Nam Jamaica và nhanh chóng mạnh lên. Vào ngày 19 tháng 10, nó trở thành xoáy thuận nhiệt đới mạnh nhất được ghi nhận ở khu vực Đại Tây Dương theo tiêu chí áp suất trung tâm tối thiểu, với sức gió duy trì 160 kt (295 km/h) và áp suất trung tâm là 882 hPa (26,0 inHg). Sau đó nó di chuyển chậm và ảnh hưởng trực tiếp đến Quintana Roo vào ngày 22 tháng 10, đổ bộ với sức gió tương đương bão cấp 4, gây thiệt hại rất nặng nề cho Cancún và Cozumel. Tương tự, sau khi đi vào Vịnh Mexico, Wilma đổi hướng và đi qua phía bắc Cuba trước khi tấn công miền nam Florida vào ngày 24 với cường độ bão cấp 3, sau đó di chuyển vào Đại Tây Dương và trở thành xoáy thuận ngoại nhiệt đới. Wilma khiến 52 người chết, trong đó 23 người là do bão trực tiếp; tổng thiệt hại ước tính khoảng 22,4 tỷ USD (2005 USD), chủ yếu ở Hoa Kỳ, Mexico và Cuba.
Bão Alpha hình thành ở phía Đông Caribe vào ngày 22 tháng 10 và quét qua Hispaniola, gây ra lũ lụt lớn trước khi bị sáp nhập bởi bão Wilma. Tổng cộng có 26 người được cho là đã chết vì cơn bão ở Haiti và Cộng hòa Dominica.

Bão Beta hình thành ở phía Nam vùng biển Caribe vào ngày 26 tháng 10 và mạnh lên thành bão cấp 3 trước khi đổ bộ vào các đảo San Andrés & Providencia của Colombia và Nicaragua vào ngày 30 tháng 10. Bão Beta đã gây ra 9 trường hợp tử vong và thiệt hại hơn 15,5 triệu USD ở 4 quốc gia.

### Từ tháng mười một đến hết năm
Giai đoạn cuối năm, tần suất các cơn bão nhìn chung giảm, nhưng vẫn có 4 cơn bão hình thành. 

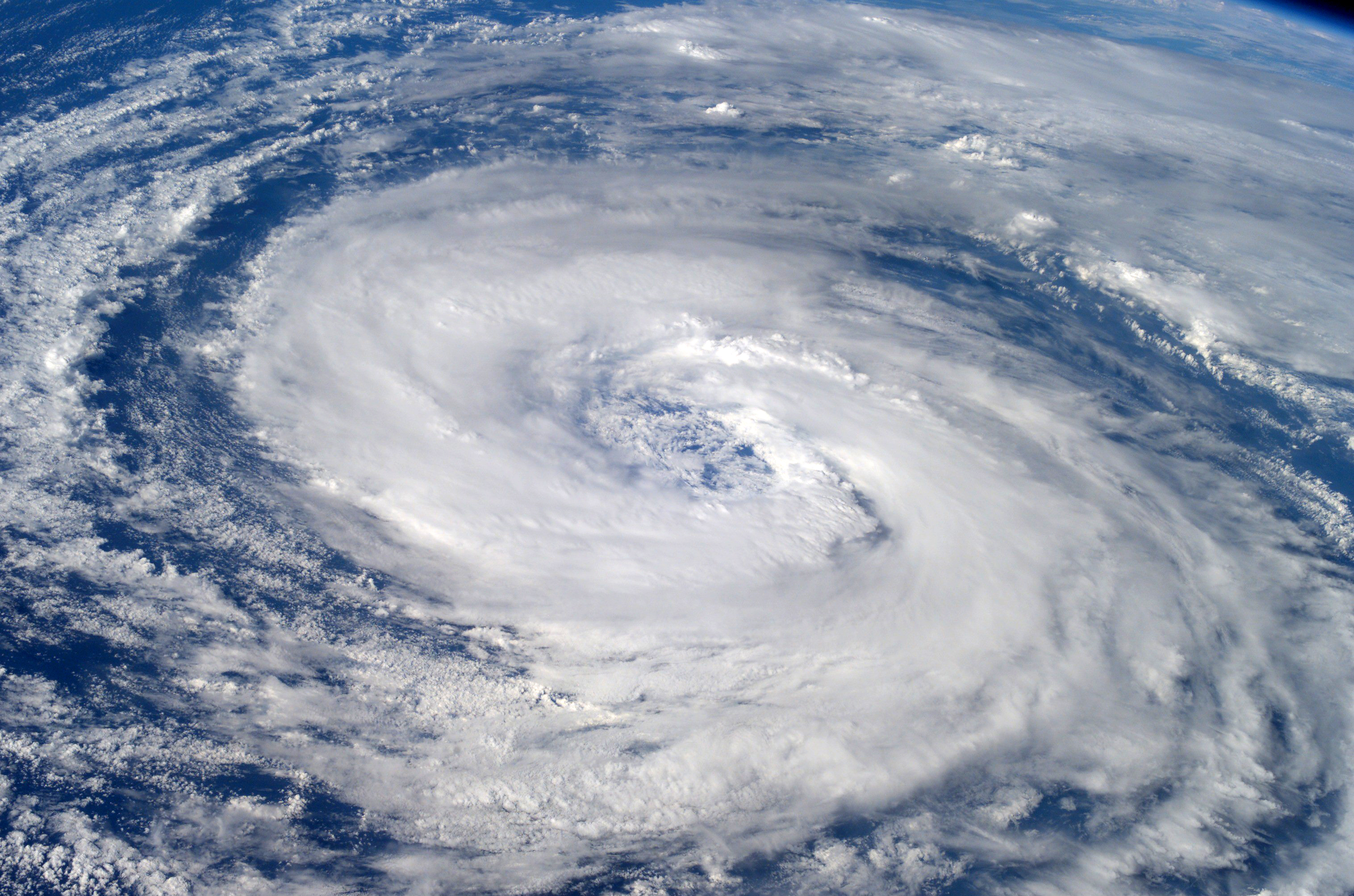
Bão Epsilon nhìn từ Trạm Vũ trụ Quốc tế

Bão nhiệt đới Gamma ban đầu hình thành vào ngày 15 tháng 11 ở miền trung Caribe, bão suy yếu thành vùng nhiễu động dạng sóng nhiệt đới, sau đó mạnh trở lại thành bão vào ngày 18 tháng 11. Mặc dù cơn bão tan vào ngày 20 tháng 11 sau khi đổ bộ vào miền bắc Honduras, lượng mưa từ Gamma gây lũ lụt đã khiến 39 người chết.
Bão nhiệt đới Delta hình thành ở phía đông Đại Tây Dương vào ngày 23 tháng 11; nó tiệm cận nhưng chưa bao giờ có sức gió tương đương bão cuồng phong. Delta đã trở thành xoáy thuận ngoại nhiệt đới vào ngày 28 tháng 11 ngay trước khi ảnh hưởng đến Quần đảo Canary. Bão khiến 7 người thiệt mạng (6 người chết đuối do lật thuyền), 12 người mất tích (do lật thuyền) và làm đổ di tích El Dedo de Dios, một địa danh nổi tiếng trên đảo Gran Canaria.
Bão Epsilon hình thành như một cơn bão nhiệt đới vào ngày 29 tháng 11 trong môi trường tương đối bất lợi cho sự hình thành xoáy thuận nhiệt đới ở giữa Đại Tây Dương. Nó đạt đến cường độ bão cuồng phong vào ngày 2 tháng 12 và bất chấp dự báo khi tồn tại hơn một tuần trước khi tan. Không có báo cáo nào về ảnh hưởng của bão.
Bão nhiệt đới Zeta trở thành cơn bão cuối cùng của mùa khi nó hình thành vào ngày 30 tháng 12, chỉ còn sáu giờ nữa phá kỷ lục của Bão Alice năm 1954 là cơn bão hình thành muộn nhất được đặt tên trong một mùa. Zeta tan vào ngày 6 tháng 1 năm 2006, trở thành cơn bão nhiệt đới tháng Giêng tồn tại lâu nhất trong lịch sử khu vực Đại Tây Dương.

## Những cơn bão đáng chú ý nhất[nb 1]

### Bão Dennis

#### Lịch sử khí tượng

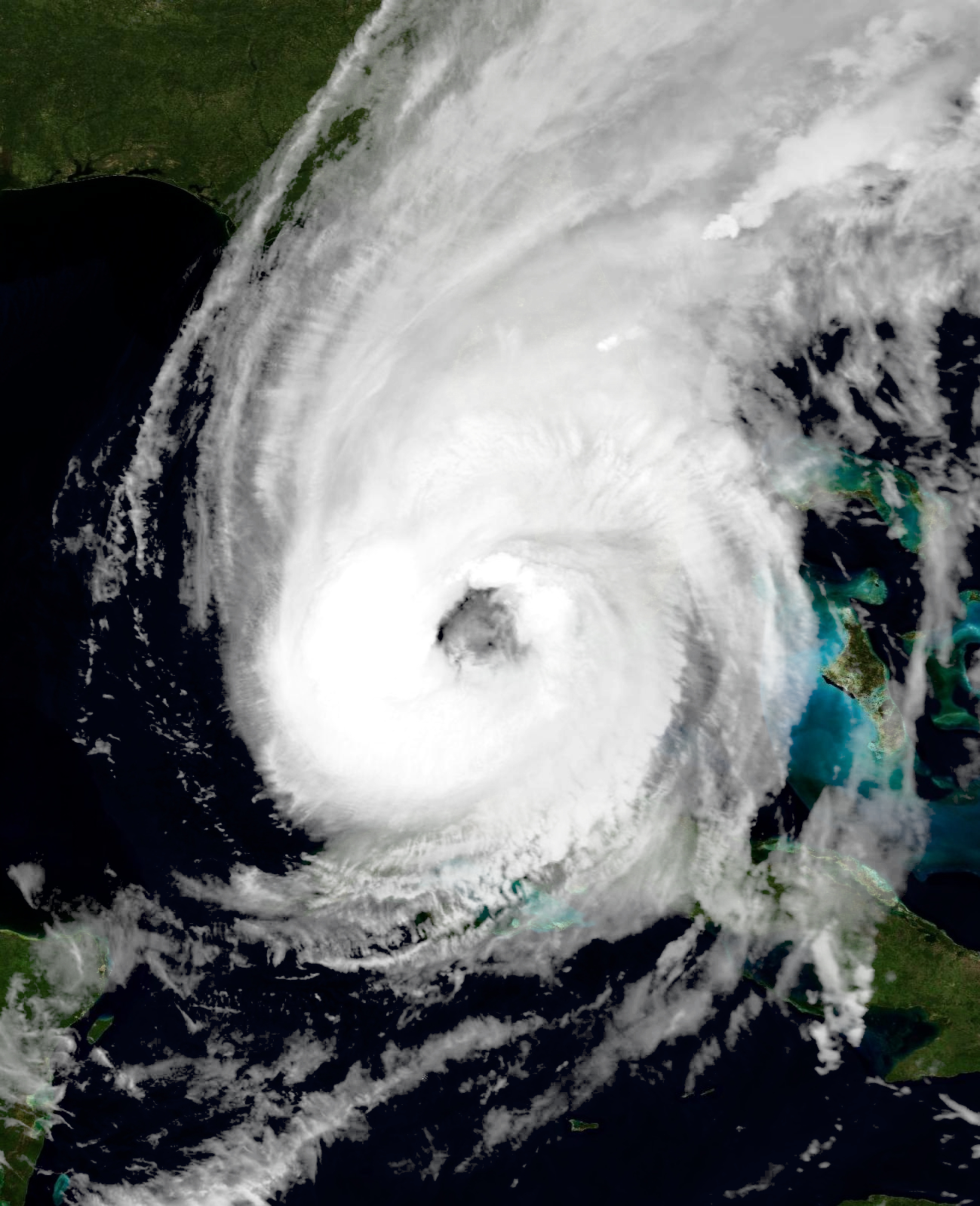
Bão Wilma khi là bão cấp 3, trước khi đổ bộ vào Florida. Bão đã gây gió mạnh, có nơi ghi nhận gió giật mạnh tới 217 km/h tại Florida trong toàn bộ quá trình ảnh hưởng.

Một sóng nhiệt đới sau này trở thành bão Dennis được Trung tâm Bão Quốc gia Hoa Kì xác định và theo dõi vào ngày 26 tháng 6 năm 2005, ở sâu trong đất liền Châu Phi.  Sau đó nó di chuyển vào vùng biển Đại Tây Dương vào ngày 29 tháng 6 và di chuyển nhanh theo hướng Tây.  Điều kiện khô hạn trên sa mạc Sahara ban đầu đã cản trở sự phát triển, nhưng sau đó sóng nhiệt đới đã di chuyển vào nơi có những điều kiện thuận lợi hơn và mạnh lên thành áp thấp nhiệt đới vào ngày 4 tháng 7 khi tiến gần Quần đảo Windward.  Áp thấp nhiệt đới nhanh chóng đi qua đảo quốc Grenada trước khi tiến vào vùng biển Caribe, nơi có môi trường ngày càng thuận lợi, chẳng hạn như độ đứt gió thấp và nhiệt độ mặt nước biển cao, điều này hỗ trợ cho sự mạnh lên. Bão đổi hướng, di chuyển theo hướng Tây Tây Bắc, hệ thống mạnh lên thành bão nhiệt đới vào ngày 5 tháng 7 và đạt sức gió tương đương bão cuồng phong vào ngày hôm sau.  Sự hình thành của một mắt bão rõ ràng và vùng mây dày đặc tại xung quanh trung tâm báo hiệu sự mạnh lên của Dennis, bão đã trở thành một cơn bão cuồng phong cấp 3 vào ngày 7 tháng 7. Cơn bão sau đó đi qua kênh Jamaica, gây lũ lụt chết người cho cả Jamaica và Haiti.

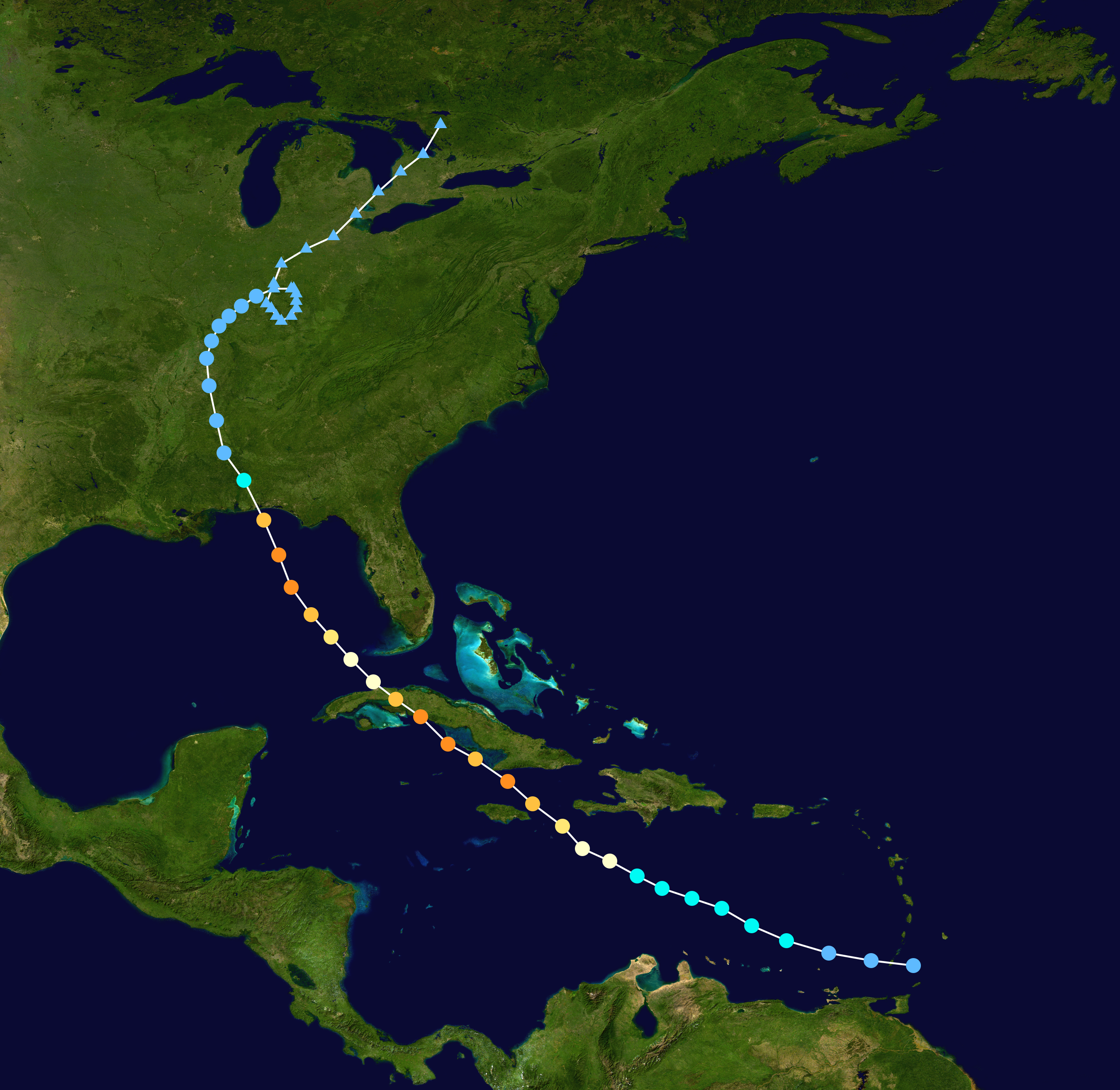
Đường đi bão Dennis năm 2005

Cơn bão tiếp tục mạnh lên và tấn công tỉnh Granma, Cuba với sức gió của bão cuồng phong cấp 4 vào sáng sớm ngày 8 tháng 7; những cơn gió rất mạnh do bão tại tỉnh này gây ra thiệt hại trên diện rộng. Sau khi suy yếu nhanh trong thời gian ngắn do tương tác với đất liền, Dennis nhanh chóng lấy lại sức mạnh. Bão di chuyển song song với bờ biển phía tây nam của Cuba, Dennis đạt sức gió tối đa 130 kt (240 km/h). Tuy nhiên, bão suy yếu một chút về sức gió 120 kt (220 km/h) vào cuối ngày hôm đó do chu kỳ thay thế thành mắt trước khi đổ bộ vào tỉnh Matanzas của quốc gia này. Sự tương tác với địa hình ghồ ghề ở Cuba gây ra sự suy yếu đáng kể; sau đó Dennis di chuyển vào vịnh Mexico vào ngày 9 tháng 7, nó nhanh chóng được tổ chức lại do điều kiện thuận lợi cho bão. Bão đạt cường độ cấp 4 lần thứ ba vào ngày 10 tháng 7 khi nó tiếp cận Florida, đạt áp suất khí quyển thấp nhất là 930 mbar (hPa; 27,46 inHg ). Điều này khiến Dennis là cơn bão mạnh nhất trên khu vực Đại Tây Dương hình thành trước tháng 8 tính đến thời điểm đó; tuy nhiên, kỷ lục này đã bị phá chỉ sáu ngày sau bởi bão Emily, bão đã vượt qua kỉ lục cũ của Dennis và là bão cấp 5. Sự suy yếu xảy ra sau đó khi cơn bão tiếp cận Florida Panhandle, cơn bão đổ bộ vào đảo Santa Rosa vào ngày 10 tháng 7, khi đó nó là bão cấp 3. Sự suy yếu tiếp tục diễn ra khi xoáy thuận di chuyển sâu hơn vào đất liền và cơn bão nhanh chóng trở thành áp thấp phi nhiệt đới. Tuy nhiên, hoàn lưu còn sót lại của Dennis vẫn còn, đi qua thung lũng Sông Mississippi và thung lũng Sông Ohio trước khi tan biến tại Ontario (Canda) vào ngày 18 tháng 7.

#### Ảnh hưởng
| Quốc gia                                                 | Số người chết | Thiệt hại (USD) | Tham khảo                   |
| -------------------------------------------------------- | ------------- | --------------- | --------------------------- |
| Haiti                                                    | 56            | $50 triệu       | [ 30 ] [ 89 ]               |
| Jamaica                                                  | 1             | >$34,5 triệu    | [ 27 ] [ 90 ] [ 91 ] [ 92 ] |
| Cuba                                                     | 16            | $1,4 tỷ         | [ 27 ]                      |
| Hoa Kì                                                   | 15            | $2,5 tỷ         | [ 93 ]                      |
| Do các nguồn trích dẫn khác nhau lên tổng số có thể khác |               |                 |                             |
| Tổng                                                     | 88            | $3,98 tỷ        |                             |

Mưa lớn do ảnh hưởng của bão Dennis đã gây ra lũ lụt và lở đất trên diện rộng ở Haiti. Hậu quả là dòng nước khiến ít nhất 56 người chết, làm 36 người khác bị thương và 24 người khác mất tích. Ít nhất 9 trường hợp tử vong xảy ra khi một cây cầu bị sập ở Grand-Goâve. Thiệt hại tài sản trên diện rộng xảy ra với 929 ngôi nhà bị phá hủy và 3.058 ngôi nhà khác bị hư hại, khiến 1.500 gia đình mất nhà cửa.  Tổng thiệt hại lên tới 50 triệu USD.
Dennis đã gây mưa xối xả đến Jamaica với lượng mưa tích lũy đạt đỉnh điểm là 24,54 inch (623 mm) ở ngân hàng Mavis - được coi là 50 năm mới có 1 lần. Lũ quét trên diện rộng xảy ra sau đó, làm hư hại hoặc phá hủy nhiều ngôi nhà và cơ sở kinh doanh. Nước tràn từ nhiều con sông đã khiến nhiều thị trấn phải sơ tán và khiến nhiều người mắc kẹt. Các Giáo xứ Saint Thomas và Portland bị ảnh hưởng nặng nề nhất. Nhìn chung, có một người chết ở quốc gia này và thiệt hại vượt quá 2,128 tỷ đô la Jamaica (34,5 triệu USD).
Còn tại Cuba, trạm khí tượng tại Cabo Cruz báo cáo rằng quan trắc được gió duy trì 2 phút đạt 116 kt (215 km/h), gió giật mạnh 129 kt (239 km/h) (tương đương gió cấp 17 thang sức gió Beaufort hay thang BF) ở độ cao 10 m; một trạm khác tại Unión de Reyes cũng quan trắc được gió duy trì đạt 96 kt (178 km/h), giật tới 107 kt (198 km/h) (gió cấp 15 giật cấp 16 thang BF). Bão khiến 16 người thiệt mạng và gây thiệt hại 1,4 tỷ USD khi đi qua hòn đảo, san phẳng nhà cửa, làm đổ cây cối và đường dây điện. Lượng mưa lớn đổ xuống khắp đất nước, với lượng lên tới  1.092 milimét (43,0 in), khiến Dennis trở thành cơn bão gây mưa lớn nhất trên đảo kể từ bão Flora năm 1963.  Theo báo cáo từ chính phủ Cuba, 120.000 ngôi nhà bị hư hại, 15.000 ngôi nhà bị hư hại. trong số đó đã bị phá hủy. Ngành công nghiệp rau quả và cam quýt cũng bị tàn phá khi các vùng nông nghiệp chính của Cuba bị ảnh hưởng nặng nề nhất. Tuy nhiên, cố lãnh tụ Fidel Castro đã công khai từ chối viện trợ của Hoa Kỳ sau cơn bão để phản đối lệnh cấm vận thương mại của Hoa Kỳ đối với Cuba.
Sau khi càn quét qua Cuba, bão đổ bộ vào Florida với cường độ bão cấp 3. Trên đất liền có nơi ghi nhận gió cấp 14 giật cấp 16 (thang BF). Lượng mưa cao nhất do bão ghi nhận ở Hoa Kỳ đạt 12,80 in (325 mm) gần Camden, Alabama. Nước dâng do bão có nơi cao tới 2,7 m ở vùng vịnh Apalachee và 2,1 m ở Florida Panhandle. Thiệt hại do bão ở Hoa Kỳ lên tới 2,545 tỷ USD và có 15 người chết ở nước này.

### Bão Emily

#### Lịch sử khí tượng
Vào ngày 6 tháng 7, một sóng nhiệt đới đã di chuyển ra khỏi bờ biển Châu Phi. Sóng nhiệt đới dần dần di chuyển về phía Tây, sóng dần dần được tổ chức cho đến ngày 10 tháng 7, tại thời điểm đó đối lưu trở nên tập trung hơn và người ta ước tính áp thấp nhiệt đới thứ 5 đã hình thành ở vùng biển là vùng nhiệt đới ở trung tâm Đại Tây Dương vào tối hôm đó. Cuối ngày 11 tháng 7, nó mạnh lên thành bão nhiệt đới và có tên quốc tế Emily. Ban đầu được dự báo sẽ mạnh lên nhanh chóng và di chuyển theo hướng Tây Tây Bắc qua Đại Antilles, thay vào đó Emily di chuyển gần như hướng tây về phía Quần đảo Windward, vẫn là một cơn bão nhiệt đới không mạnh lắm. Cơn bão suy yếu đôi chút khi di chuyển nhanh về phía Tây và bão đã phải vật lộn để duy trì hình dạng đám mây của nó. Trái ngược với hiện tượng thông thường là các cơn bão để lại vùng nước mát phía sau, Bão Dennis đã khiến nhiều khu vực của vùng biển Caribe ấm hơn,  và do đó thuận lợi hơn cho sự phát triển của bão. Cuối ngày 13 tháng 7, Emily mạnh lên nhanh chóng và đạt cường độ bão cuồng phong khi đi qua phía bắc Tobago và đi vào phía đông Caribe. Vào ngày 14 tháng 7, Emily đổ bộ vào miền bắc Grenada với sức gió 75 kt (140 km/h).

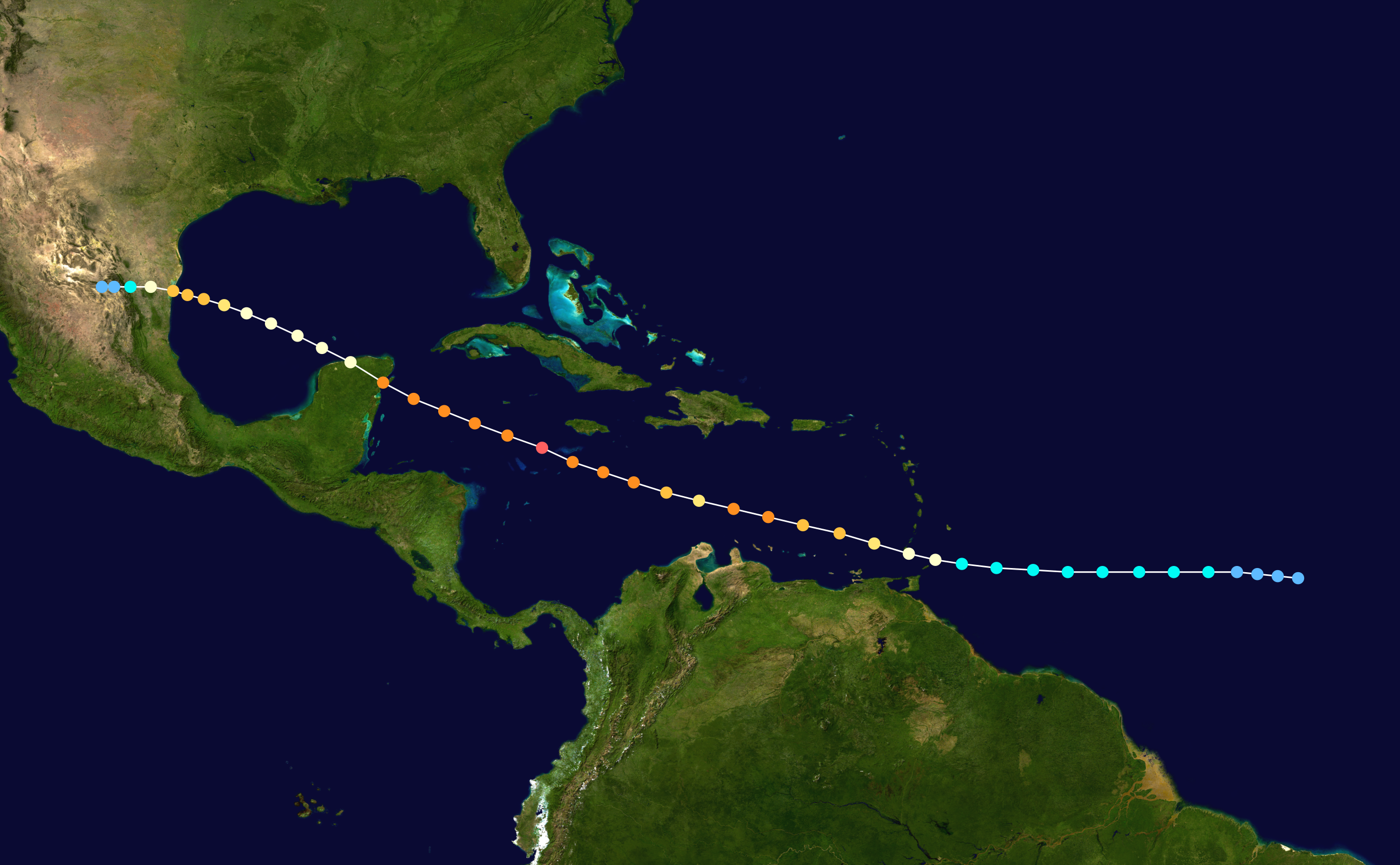
Đường đi bão Emily (2005)

Xu hướng mạnh lên trở lại vào ngày hôm sau với áp suất trung tâm của cơn bão giảm khá nhanh khi nó đi vào phía đông nam biển Caribe, một khu vực thường không thuận lợi cho việc tăng cường vào thời điểm này trong mùa. Bão Emily nhanh chóng mạnh lên, trở thành bão cấp 4 vào sáng sớm ngày 15 tháng 7. Trong ngày, cường độ của bão có biến động đáng kể, giảm xuống còn bão cấp 2 rồi sau đó lại mạnh lên thành bão cấp 4. Vào ngày 16 tháng 7, Emily mạnh lên đáng kể, với tốc độ gió duy trì cực đại 140 kt (260 km/h), tương đương bão cấp 5, bão trở thành cơn bão mạnh nhất từng được ghi nhận hình thành trong tháng 7, và là cơn bão cấp 5 sớm nhất được biết đến ở khu vực Đại Tây Dương. Ban đầu tại thời điểm này Emily được cho là đã đạt cực đại là bão cấp 4, nhưng phân tích sau cơn bão cho thấy bão thực sự là bão cấp 5. Cơn bão suy yếu đôi chút khi nó tiếp tục di chuyển về phía Tây và vẫn ở cấp độ 4 khi đi qua phía nam Jamaica và vào ngày 17 tháng 7, bão đến Quần đảo Cayman. Emily tiếp tục di chuyển gần như thẳng theo hướng Tây Tây Bắc, suy yếu đôi chút nhưng là cơn bão cấp 4 cho đến khi tiến gần Cozumel, ngay trước khi đổ bộ vào đất liền tại Playa del Carmen lúc 06:30 UTC ngày 18 tháng 7. Gió duy trì ở mức 115 kt (215 km/h), và thành mắt bão quét qua Cozumel.
Việc di chuyển trên đất liền đã làm gián đoạn tâm hoàn lưu của cơn bão và nó đã suy yếu thành cơn bão cấp 1 với tốc độ gió duy trì khoảng 65 kt (120 km/h). Tâm bão di chuyển vào vịnh Mexico vào cuối buổi sáng hôm đó. Tuy nhiên, vài giờ trên vùng nước ấm ở phía Tây Vịnh đã cung cấp năng lượng cần thiết để Emily tái tổ chức lại và đến nửa đêm tốc độ gió ngày càng tăng. Tốc độ gió tăng chậm lại nhưng cơn bão vẫn tiếp tục được tổ chức tốt hơn. Emily bắt đầu có các dòng phân kì rất đối xứng. Trong quá trình trinh sát của máy bay săn bão, người ta đã thấy rằng những cơn gió mạnh nhất của cơn bão được tìm thấy ở ba khoảng cách khác nhau tính từ tâm bão (nghĩa là cơn bão giống như có 3 thành mắt đồng tâm). Tuy nhiên, phạm vi gió mạnh cuối cùng đã giảm xuống và thành mắt bên trong chiếm ưu thế. Kết quả là sức gió ở thành mắt bên trong tăng nhanh chóng vào tối ngày 19 tháng 7. Áp suất giảm khoảng 30 hPa và gió tăng từ 80 kt (150 km/h) lên hơn 110 kt (205 km/h), diễn ra trong một vài giờ.
Chuyển động của cơn bão chậm lại và tâm bão bắt đầu hướng về phía bờ biển. Cơn bão đổ bộ vào khoảng 11:00 UTC ngày 20 tháng 7 gần San Fernando ở Tamaulipas . Cơn bão lúc đó có sức gió duy trì 110 kt (205 km/h), tương đương cấp 3 trên thang bão Saffir–Simpson. Sau khi tiến vào đất liền phía đông bắc Mexico, nó tan trên Sierra Madre Oriental vào ngày 21 tháng 7.

#### Ảnh hưởng
Tại Grenada, gió giật mạnh 107 km/h (cấp 11 thang BF) đã được ghi nhận tại sân bay Point Salines Int'l, Emily khiến một người chết và gây thiệt hại 111 triệu USD, hàng nghìn mái nhà bị hư hại. Hoàn lưu lớn của cơn bão cũng làm hư hại nhà cửa ở các hòn đảo lân cận khác. Lượng mưa lớn từ Emily ảnh hưởng đến Haiti, khiến 5 người thiệt mạng. Tại Jamaica, do ảnh hưởng của bão Emily, lượng mưa 15,43 in (392 mm) đã được ghi nhận; lũ lụt do mưa lớn làm chết 5 người trên đảo.  Nói chung, Emily và cơn bão Dennis trước đó đã gây ra thiệt hại khoảng 96 triệu đô la Mỹ (6 tỷ đô la Jamaica) cho Jamaica. Ở Honduras, một người đàn ông chết đuối trên dòng sông dâng cao do mưa từ Emily.  Tại Mexico, gió mạnh nhất có thể ghi nhận là tại San Fernando, với gió duy trì trong 2 phút quan trắc được chỉ 102 km/h, gió giật khoảng 156 km/h (gió cấp 10-11 giật cấp 14 thang BF). Điều này là do bão có phạm vi gió mạnh khá hẹp khi đổ bộ, chứ không phải là do bão yếu. Lượng mưa 350 mm đã được ghi nhận tại Cerralvo. Mexico là nơi bị thiệt hại nặng nề nhất, Emily đã đổ bộ hai lần vào Mexico, với thiệt hại ở quốc gia này ước tính lên tới 343 triệu USD (3,4 tỷ MXN). Hai phi công trực thăng đã thiệt mạng khi máy bay của họ bị rơi khi đang sơ tán các giàn khoan dầu ngoài khơi do Pemex điều hành. Một người đàn ông ở Playa del Carmen bị điện giật tử vong khi đang chuẩn bị ứng phó với cơn bão. Hoàn lưu bão Emily gây mưa lớn ở miền nam Texas, làm hư hại số bông có trị giá khoảng 4,7 triệu USD.

### Bão Katrina

#### Lịch sử khí tượng
Bão Katrina phát triển từ áp thấp nhiệt đới 12L trên vùng Đông Nam Bahamas vào ngày 23 tháng 8 năm 2005, kết quả từ sự tương tác giữa một sóng đông và những tàn dư của áp thấp nhiệt đới Ten. Hệ thống dần mạnh lên thành bão nhiệt đới Katrina vào sáng sớm ngày 24 tháng 8. Cơn bão di chuyển hướng đến Florida, và đạt cấp độ bão cuồng phong chỉ hai giờ trước khi nó đổ bộ vào địa điểm giữa Hallandale Beach và Aventura trong sáng sớm ngày 25 tháng 8. Katrina suy yếu trên đất liền, nhưng đã mạnh trở lại thành bão cuồng phong chỉ một giờ sau khi đi vào vịnh Mexico, và nó tiếp tục mạnh thêm trên vùng nước ngoài khơi. Vào ngày 27 tháng 8, Katrina đạt cấp độ 3 trong thang bão Saffir-Simpson, trở thành cơn bão lớn thứ ba của mùa bão. Sau đó, một chu trình thay thế thành mắt bão làm gián đoạn quá trình tăng cường độ, nhưng đã giúp cơn bão tăng kích thước lên gần gấp đôi. Trên vịnh Mexico, Katrina tăng cường mạnh mẽ, từ bão cấp 3 lên thành bão cấp 5 chỉ trong vòng 9 tiếng. Nguyên nhân giúp Katrina mạnh lên rất nhanh là nhờ nhiệt độ nước biển trên bề mặt của dòng lặp trong vịnh ấm bất thường.

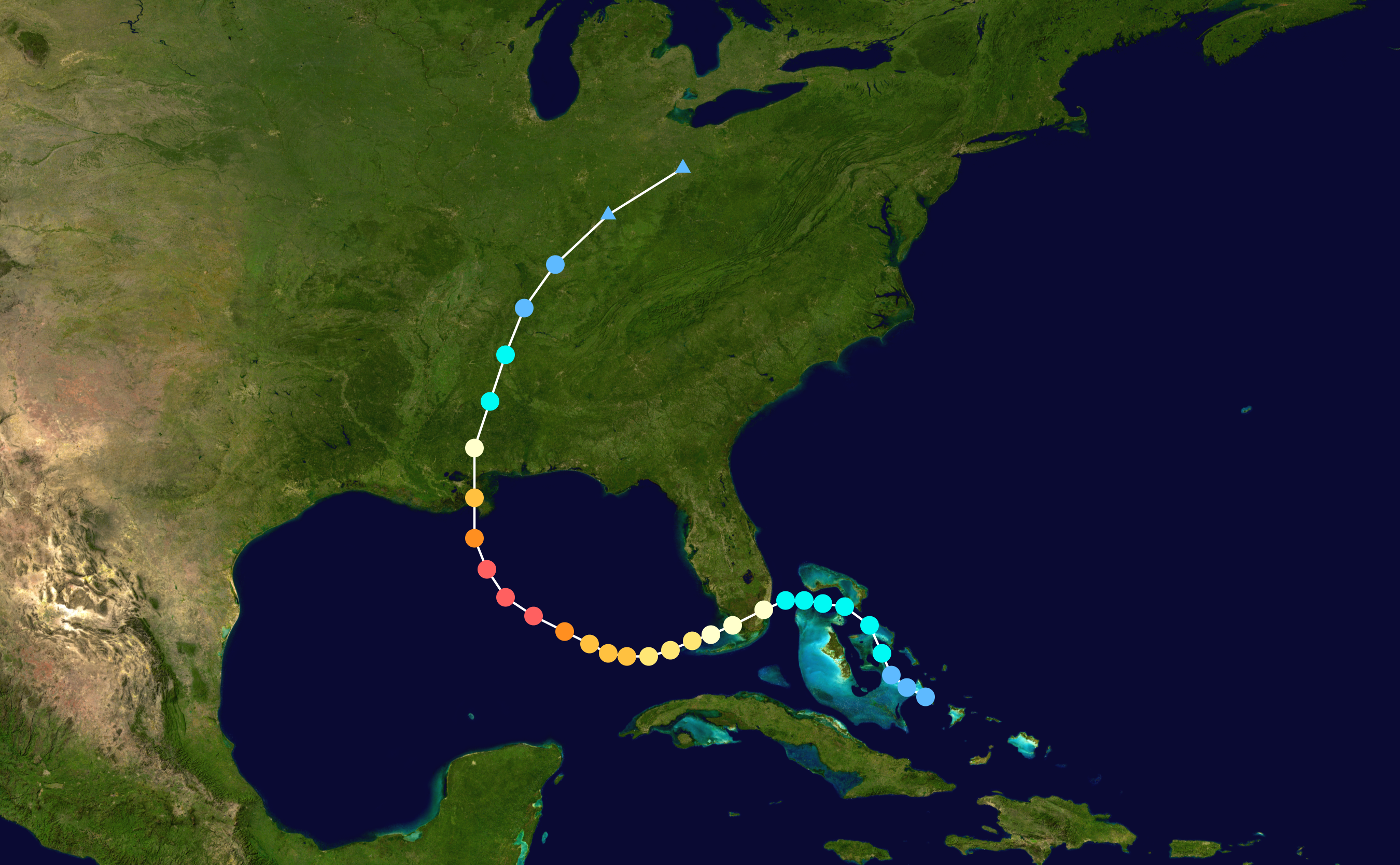
Đường đi bão Katrina phiên bản màu cũ

Trong sáng sớm ngày 28 tháng 8 Katrina mạnh lên thành bão cấp 5 và đạt đỉnh vào thời điểm 18.00 UTC cùng ngày, với vận tốc gió duy trì liên tục trong một phút tối đa 150 kt (280 km/h) và áp suất trung tâm tối thiểu 902 mbar (26,6 inHg). Trị số áp suất đo được này giúp Katrina trở thành cơn bão Đại Tây Dương mạnh thứ tư từng được ghi nhận trong lịch sử vào thời điểm đó; đồng thời là cơn bão mạnh nhất từng ghi nhận được trên vịnh Mexico. Tuy nhiên, vị trí thứ 4 đã bị bão Rita và bão Wilma đẩy xuống thứ 6 trong thời gian sau của mùa bão; và kỷ lục bão mạnh nhất trên vịnh Mexico cũng bị phá vỡ bởi Rita. Tiếp theo Katrina suy yếu và tâm bão đi qua bờ biển gần Buras-Triumph, Louisiana vào thời điểm 1110 UTC ngày 29 tháng 8 với cường độ bão cấp 3, vận tốc gió lúc đó là 110 kt (205 km/h). Tại thời điểm đổ bộ, trường gió bão cuồng phong (≥ 64 kt) trải rộng 105 hải lí (195 km) từ tâm bão ra phía ngoài, áp suất tối thiểu khi đó là 920 mbar (27 inHg). Sau khi di chuyển qua vùng Đông Nam Louisiana và eo Breton, cơn bão đổ bộ lần thứ ba gần biên giới Louisiana–Mississippi với vận tốc gió 105 kt (195 km/h), vẫn ở cường độ bão cấp 3. Katrina đã duy trì cường độ ổn định khi tiến vào Mississippi, cuối cùng suy yếu thành bão nhiệt đới trên khu vực gần Meridian, Mississippi khi đã đi sâu được 130 hải lí (240 km) vào trong đất liền. Katrina tiếp tục giảm cấp xuống còn áp thấp nhiệt đới trên khu vực gần Clarksville, Tennessee, nhưng những tàn dư của nó có thể nhận ra lần cuối cùng trên vùng Đông Ngũ Đại Hồ trong ngày 31 tháng 8, thời điểm mà nó bị hấp thụ bởi một front lạnh. Kết quả tạo ra một cơn bão ngoại nhiệt đới di chuyển nhanh chóng theo hướng Đông Bắc và tác động đến vùng miền Đông Canada.

#### Chuẩn bị và ảnh hưởng
| Số người chết theo tiểu bang | Số người chết theo tiểu bang |
| Khu vực                      | Số người chết                |
| ---------------------------- | ---------------------------- |
| Bang Louisiana               | 986-1577                     |
| Bang Mississippi             | 238                          |
| Bang Florida                 | 14                           |
| Khu vực khác                 | 7                            |
| Tổng hợp thương vong do bão  |                              |
| Tổng số người chết           | 1245-1836 (NHC: 1392)        |
| Mất tích                     | 135                          |

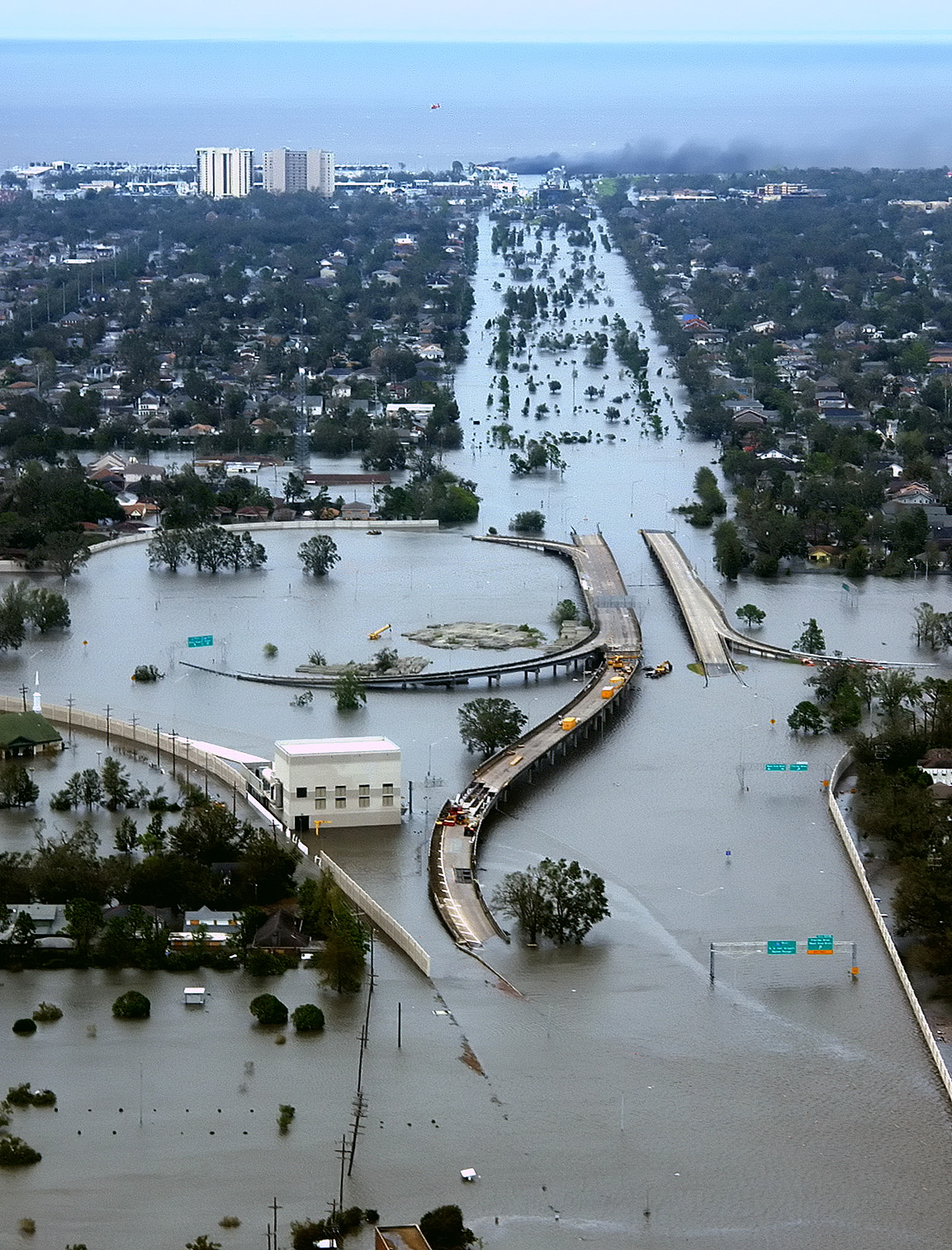
Lũ lụt tại New Orleans

Vào ngày 28 tháng 8, NWS New Orleans (NWS: Cơ quan Thời tiết Quốc gia) đã ban hành một bản tin thời tiết khẩn cấp miêu tả những tác động thảm khốc có thể xảy ra, so sánh Katrina với Bão Camille năm 1969. Cùng ngày hôm đó, thị trưởng New Orleans Ray Nagin đã ban hành lệnh sơ tán bắt buộc đầu tiên của thành phố. Khoảng 80% thành phố và 83% Giáo xứ Jefferson lân cận đã sơ tán trước cơn bão.  Cơn bão đã để lại thiệt hại thảm khốc trên khắp miền nam Louisiana, với hơn 300.000 ngôi nhà bị hư hại hoặc phá hủy; hầu hết trong số này đều ở Giáo xứ Orleans.  Tại New Orleans, nước dâng do bão đã làm vỡ đê dọc theo Đường thủy Nội địa Vùng vịnh và các kênh đào trên Phố 17 và Đại lộ London (không phải là thủ đô London của Anh), làm ngập lụt khoảng 80% diện tích thành phố. Một phần của thành phố vẫn ở dưới nước trong 43 ngày.  Đường bờ biển Mississippi và Alabama cũng bị thiệt hại nghiêm trọng do nước dâng do bão cao 30 ft (9,1 m) của cơn bão, với rất ít công trình kiến trúc trước đó còn sót lại trên bờ biển. Trên toàn khu vực, cơn bão gây ngập lụt và làm hư hỏng khoảng 350.000 phương tiện. Khoảng 2,4 triệu người mất khả năng tiếp cận với nước uống sạch. Katrina cũng gây ra một đợt bùng phát gồm 62 cơn lốc xoáy trên khắp 8 bang ở miền đông Hoa Kỳ. Bão Katrina gây ra thiệt hại vô cùng nghiêm trọng trên nhiều khu vực ở Louisiana và Mississippi, với tổng thiệt hại ước tính khoảng 173 tỷ USD; khiến Katrina trở thành thảm họa thiên nhiên gây thiệt hại vật chất lớn nhất trong lịch sử Hoa Kỳ. Trên khắp nước Mỹ, Katrina làm chết 1.392 người (số liệu đã được giảm xuống từ 1.833 người) theo báo cáo mới nhất của Trung tâm Bão Quốc gia (NHC), khiến nó trở thành một trong những cơn bão nguy hiểm nhất ở Hoa Kỳ,  và là cơn bão nguy hiểm nhất ở Mỹ kể từ năm 1928. Hàng chục nghìn người mất việc làm sau cơn bão. Cư dân trên khắp khu vực New Orleans bị ảnh hưởng về sức khỏe, bao gồm triệu chứng phát ban và các vấn đề về hô hấp, do nước và không khí bị ô nhiễm sau cơn bão. Katrina buộc khoảng 800.000 người phải di dời tạm thời, đây là số lượng người phải di dời lớn nhất trong cả nước kể từ sự kiện Dust Bowl (Thập niên 30 Dơ bẩn).

#### Thống kê thiệt hại
Các thống kê về số người chết và thiệt hại vật chất do bão Katrina rất khác nhau, với các báo cáo khác nhau lên tới hàng trăm người, các nguồn tin rất hỗn loạn. Dựa trên báo cáo cũ của Trung tâm Bão Quốc gia và một số báo cáo khác thì 1.836 trường hợp tử vong có thể là do cơn bão: 1 ở Kentucky , 2 ở Alabama, Georgia và Ohio, 14 ở Florida, 238 ở Mississippi và 1.577 ở Louisiana, ngoài ra 135 người vẫn được phân loại là mất tích ở Louisiana, và nhiều trường hợp tử vong là gián tiếp, nhưng hầu như không thể xác định nguyên nhân chính xác của một số trường hợp tử vong và thiệt hại vật chất khoảng 125 tỷ USD. Tuy nhiên, bản báo cáo cập nhật ngày 4 tháng 1 năm 2023 của NHC đã hạ số người chết xuống chỉ còn 1.392, trong khi thiệt hại vật chật chất được cập nhật cho rằng 90% khả năng nằm trong khoảng từ 97,4-145,5 tỷ USD (2005). Một báo cáo năm 2008 của tạp chí Phòng chống Thảm họa và Y tế Công cộng chỉ ra rằng 966 trường hợp tử vong có thể là do trực tiếp do cơn bão ở Louisiana, bao gồm cả những người sơ tán ngoài tiểu bang và 20 trường hợp khác gián tiếp (như tử vong liên quan đến súng và ngộ độc khí gas). Do nguyên nhân tử vong không chắc chắn với 454 người sơ tán, giới hạn tối đa về số người chết là 1.440 đã được ghi nhận trong báo cáo. Một nghiên cứu tiếp theo của Bộ Y tế và Bệnh viện Louisiana đã xác định rằng cơn bão là nguyên nhân trực tiếp gây ra 1.170 trường hợp tử vong ở Louisiana.

#### Sau cơn bão
Thiệt hại lớn nhất về nhân mạng trong bão Katrina là do lũ lụt do sai sót kỹ thuật trong hệ thống phòng chống lũ lụt, đặc biệt là hệ thống đê ven biển xung quanh New Orleans, khiến hơn 80% thành phố bị ngập lụt, hàng chục nghìn người không sơ tán khỏi thành phố không thể tiếp cận nước, thực phẩm và các nhu cầu cơ bản khác, và làm nhiều người chết do nước dâng. Sau cơn bão, nhiều cuộc điều tra đã kết luận rằng Công binh Lục quân Hoa Kỳ, cơ quan đã thiết kế và xây dựng các con đê trong khu vực từ nhiều thập kỷ trước, là nguyên nhân gây ra sự cố của hệ thống kiểm soát lũ lụt. Tuy nhiên, các tòa án liên bang sau đó đã ra phán quyết rằng Quân đoàn không thể chịu trách nhiệm về tài chính do quyền miễn tố trong Đạo luật Kiểm soát Lũ lụt năm 1928.
Cơ quan Quản lý Tình huống Khẩn cấp Liên bang (FEMA) phải đối mặt với những lời chỉ trích về thời gian ứng phó , thiếu sự phối hợp với các cơ quan nhà nước, thiếu nguồn cung và không đủ nhà ở cho nhân viên liên bang. Nhiều quan chức chính phủ khác phải đối mặt với những lời chỉ trích vì phản ứng của họ, đặc biệt là Thị trưởng New Orleans Ray Nagin, Thống đốc Louisiana Kathleen Blanco và Tổng thống George W. Bush . Tuy nhiên, một số cơ quan, chẳng hạn như Tuần duyên Hoa Kỳ (USCG), Trung tâm Bão Quốc gia (NHC) và Cơ quan Thời tiết Quốc gia (NWS), đã được khen ngợi vì hành động của họ, trong đó NHC được đặc biệt khen ngợi vì dự báo bão tương đối chính xác.

### Bão Rita

#### Lịch sử khí tượng
Vào giữa tháng 9, một rãnh thời thiết còn sót lại từ một front tĩnh ở phía bắc Quần đảo Leeward. Một làn sóng nhiệt đới tương tác với front này, dẫn đến sự hình thành áp thấp nhiệt đới gần Quần đảo Turks và Caicos vào ngày 18 tháng 9. Trong điều kiện nhìn chung thuận lợi cho sự phát triển, áp thấp nhanh chóng mạnh lên và đạt cường độ bão nhiệt đới vào lúc 18:00 UTC ngày hôm đó dựa trên dữ liệu từ chuyến bay của máy bay trinh sát, các tàu lân cận và phao quan trắc thời tiết. Kết quả là cơn bão nhiệt đới được đặt tên là Rita. Tuy nhiên, gió đứt theo phương thẳng đứng vừa phải ở phía nam do xoáy lạnh ở tầng trên gần đó đã tiếp tục tăng cường và làm lệch đám mây đối lưu ở phía Bắc so với tâm hoàn lưu (có thể hiểu là tâm bão). Khi xoáy lạnh ở tầng trên suy yếu, trung tâm hoàn lưu của Rita được cải thiện, bù đắp cho sự vô tổ chức của đám mây do gió đứt. Do đó, cơn bão nhiệt đới tiếp tục xu hướng mạnh lên trước đó khi nó di chuyển về phía tây qua Bahamas dọc theo vùng ngoại vi phía nam của một rìa áp cao. Khi tiến vào eo biển Florida vào ngày 20 tháng 9, Rita đã mạnh lên thành bão cấp 1 lúc 12:00 UTC. Sáu giờ sau, Rita mạnh lên thành bão cấp 2 khi bão ở phía nam Key West (thuộc Florida), điều kiện môi trường thuận lợi do dòng phân kì thuận lợi và nhiệt độ bề mặt nước biển ấm bất thường, xu hướng mạnh lên tiếp tục diễn ra, và Rita đã mạnh lên thành bão cấp 3 khi đi vào Vịnh Mexico lúc 06:00 UTC vào ngày 21 tháng 9.

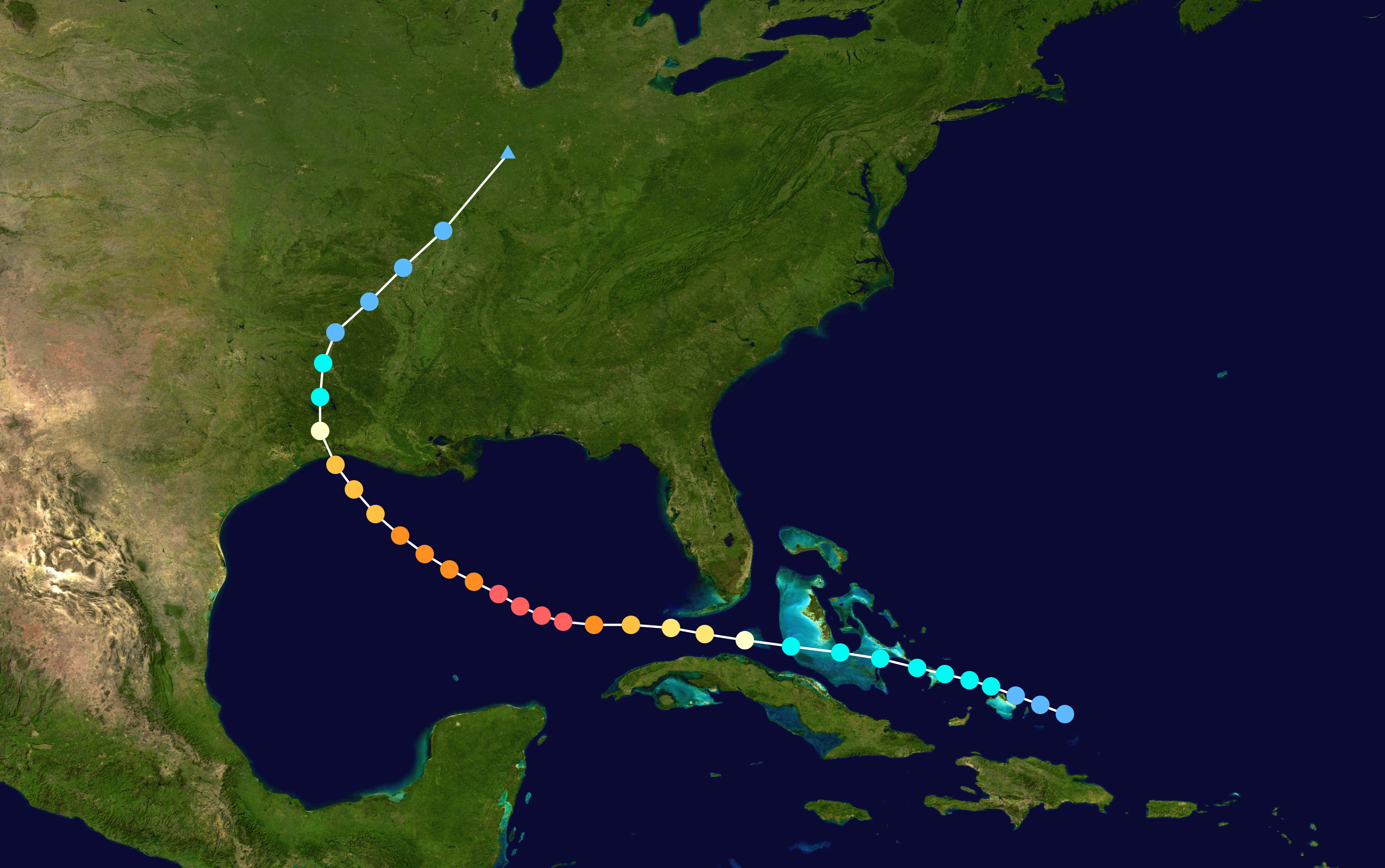
Đường đi bão Rita

Khi đến vịnh Mexico, Rita đã đi qua dòng biển cực kỳ ấm áp vào giữa trưa ngày 21 tháng 9, khiến nó tiếp tục mạnh lên. Ngoài ra, trường gió của bão mở rộng đáng kể và áp suất khí quyển trung tâm nhanh chóng giảm xuống. Đến 1800 UTC ngày hôm đó, Rita đạt sức gió tương đương bão cấp 5. Các điều kiện thuận lợi cho phép bão mạnh thêm và vào lúc 03:00 UTC ngày 22 tháng 9, Rita đạt cường độ cực đại với sức gió duy trì tối đa 155 kt (285 km/giờ) và áp suất khí quyển tối thiểu là 895 mbar (hPa; 26,43 inHg), khiến nó trở thành cơn bão nhiệt đới mạnh nhất từng được ghi nhận ở Vịnh Mexico. Vào thời điểm đó, nó nằm cách đồng bằng sông Mississippi 310 mi (500 km) về phía nam. Rita duy trì cường độ bão cấp 5 trong 18 giờ trước khi chu kỳ thay thế mắt bão diễn ra, khiến bão suy yếu xuống thành bão cấp 4 vào lúc 18:00 UTC vào ngày 22 tháng 9. Cùng lúc đó, xoáy thuận nhiệt đới bắt đầu di chuyển theo hướng tây bắc xung quanh vùng ngoại vi phía Tây Nam của vùng áp cao ở Đông Nam Hoa Kỳ. Kết quả của chu kỳ này là một thành mắt mới lớn hơn được củng cố, và trường gió của Rita mở rộng. Do gió đứt và nhiệt độ vùng nước thềm lục địa thấp hơn nên cơn bão tiếp tục suy yếu. Rita suy yếu xuống thành bão cấp 3 trước khi đổ bộ vào lúc 07:40 UTC ngày 24 tháng 9 ở vùng cực tây nam Louisiana giữa Johnson Bayou và Đèo Sabine. Vào thời điểm đổ bộ, Rita là cơn bão cấp 3 với sức gió 100 kt (185 km/h) và áp suất khí quyển là 937 mbar (hPa; 27,67 inHg).

Khi vào đất liền vào ngày 24 tháng 9, Rita bắt đầu suy yếu nhanh chóng. Bão đã suy yếu thành cường độ bão nhiệt đới (cơn bão dưới cấp 1) gần 12 giờ sau khi đổ bộ vào đất liền. Bão tiếp tục tiến về phía Bắc gần như di chuyển song song với biên giới tiểu bang giữa Louisiana và Texas, bão suy yếu thành áp thấp nhiệt đới khi nó đi qua Arkansas vào lúc 06:00 UTC vào ngày 25 tháng 9. Sau khi suy yếu thành áp thấp nhiệt đới, bão bắt đổi hướng di chuyển hướng theo hướng Đông Bắc và bắt đầu di chuyển gần một front thời tiết đang đến gần ở phía trên. Đầu ngày hôm sau, áp thấp mất phần lớn đối lưu trên vùng Đông Nam bang Illinois và suy yếu thành vùng thấp có hoàn lưu còn sót lại vào lúc 06:00 UTC ngày hôm đó. Front phía trước sau đó đã hấp thụ hình thế còn lại sáu giờ sau trên vùng phía Nam Ngũ Đại Hồ.

#### Ảnh hưởng
Trên khắp nước Mỹ, Rita đã gây thiệt hại 18,5 tỷ USD và khiến 120 người thiệt mạng, mặc dù chỉ có 7 trường hợp tử vong liên quan trực tiếp đến cơn bão. Trong thời gian đầu Rita phát triển, Rita đã gây ngập lụt cho các ngôi nhà ở phía bắc Cuba và Florida Keys.  Việc Rita ảnh hưởng đến bờ biển Hoa Kỳ đã tạo ra một trong những cuộc di tản hàng loạt lớn nhất trong lịch sử Hoa Kì, với ước tính khoảng 3,7 triệu người sơ tán khỏi bờ biển Texas giữa Corpus Christi và Beaumont. Một phần do nhiệt độ cao trước khi Rita đổ bộ và người già dễ bị ảnh hưởng bởi nhiệt độ quá cao, ít nhất 80 người đã chết trong cuộc di tản hàng loạt;  một vụ cháy xe trên đường đến Dallas đã cướp đi sinh mạng của 23 người. Rita đã khiến nước dâng cao 15 foot (4,6 m) tàn phá các khu vực của Giáo xứ Cameron ở Louisiana, phá hủy hầu hết các công trình kiến trúc ở các thị trấn như Cameron và bãi biển Holly. Nước dâng do bão cũng làm hư hại nhiều ngôi nhà ở Quận Jefferson liền kề ở Texas.Tại New Orleans, Rita gây thêm lũ lụt và tràn đê đã được sửa chữa sau cơn bão Katrina một tháng trước đó. Tác động từ lượng mưa lớn, gió giật và lốc xoáy liên quan đến Rita đã ảnh hưởng đến phần lớn vùng hạ lưu Thung lũng sông Mississippi và hơn một triệu khách hàng sử dụng điện bị mất điện.
Một phần ba dân số của Giáo xứ Cameron đã rời khỏi giáo xứ sau sự tàn phá do Rita gây ra. Cơ quan Quản lý Tình huống Khẩn cấp Liên bang (FEMA) đã cấp hơn 1,3 tỷ USD cho Louisiana để hỗ trợ các nỗ lực phục hồi; 668,8 triệu USD đã được phân bổ dưới hình thức trợ cấp hỗ trợ công cho các biện pháp phục hồi ban đầu và 523,5 triệu USD đã được gửi đến các cá nhân như một phần của Chương trình Cá nhân và Hộ gia đình của FEMA. Hơn 1 tỷ USD tiền hỗ trợ liên bang cũng đã được giải ngân cho Texas. Chương trình Khắc phục Thảm họa của Khối Phát triển Cộng đồng Texas đã hỗ trợ 1,85 triệu người bên cạnh việc hỗ trợ sửa chữa cơ sở hạ tầng trong dài hạn.

### Bão Stan

#### Lịch sử khí tượng

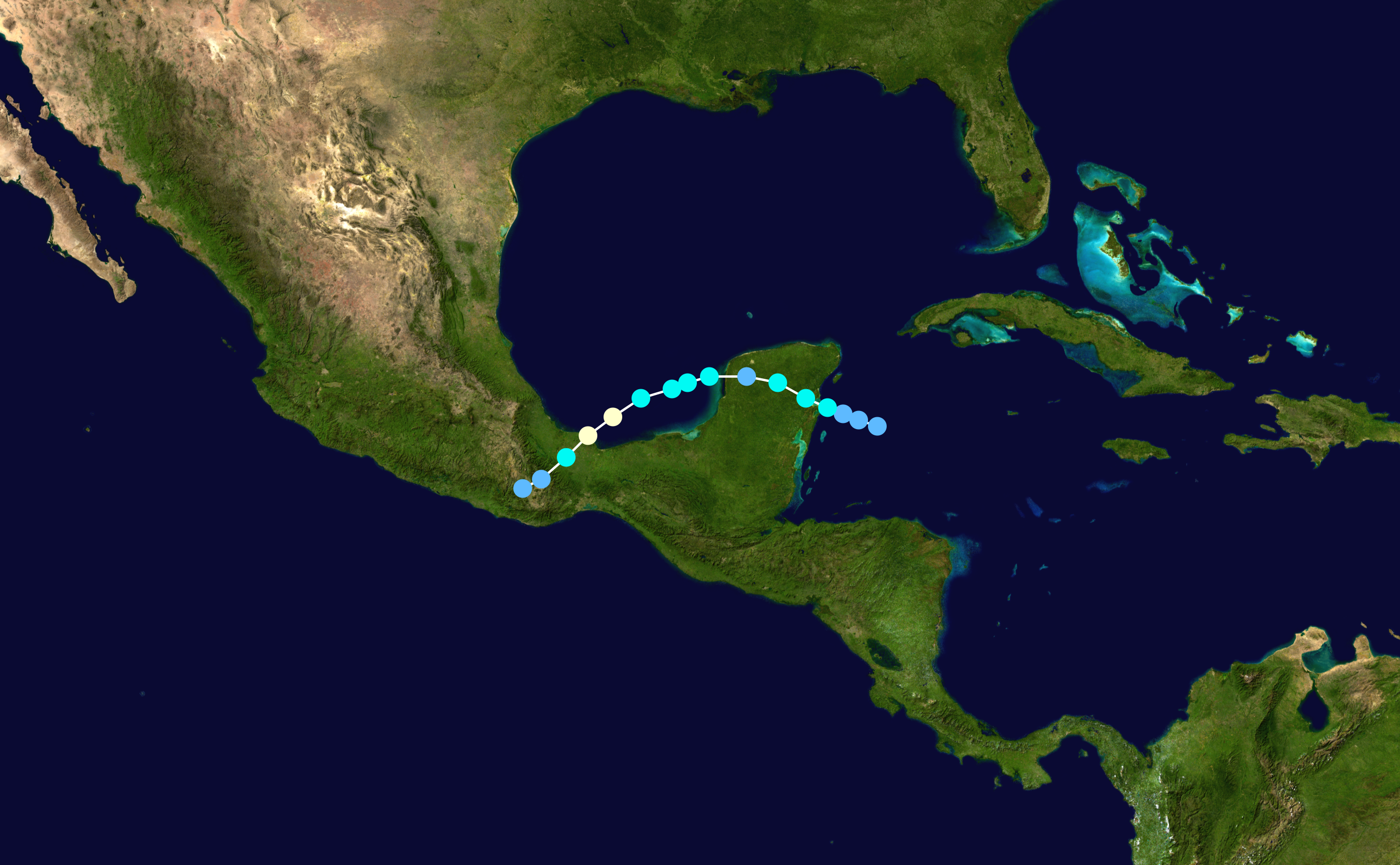
Đường đi bão Stan năm 2005

Bão Stan hình thành từ một sóng nhiệt đới được Trung tâm Bão Quốc gia (NHC) xác định lần đầu tiên ngoài khơi bờ biển phía tây châu Phi vào ngày 17 tháng 9 năm 2005. Sóng này tiến vào vùng biển Caribe vài ngày sau đó, một khu vực có điều kiện thuận lợi hơn cho sự phát triển xoáy thuận. Đối lưu không liên tục hình thành xung quanh sóng khi nó di chuyển theo hướng Tây Tây Bắc. Vào ngày 1 tháng 10, hình thế trên đã được tổ chức đầy đủ và NHC nâng cấp nó thành áp thấp nhiệt đới, với tâm hoàn lưu nằm cách Cozumel, Mexico khoảng 135 mi (215 km) về phía đông nam.  Khoảng gần 1 ngày sau, áp thấp tiếp tục mạnh lên thành bão nhiệt đới, với tên quốc tế là Stan, NHC thực hiện nâng cấp dựa trên sự phát triển của một dải đối lưu mạnh ở phía Đông Nam tâm bão. Khoảng 10:00 UTC (5 giờ sáng CDT ) vào ngày 2 tháng 10, Stan đổ bộ lần đầu tiên gần Punta Hualaxtoc, Mexico, cách Tulum khoảng 35 dặm (55 km) về phía nam, với sức gió 35 kt (65 km/h).  Trong 8 giờ tiếp theo, cơn bão suy yếu thành áp thấp nhiệt đới khi di chuyển trên bán đảo Yucatán. Khi tiến vào vịnh Mexico vào ngày 3 tháng 10 theo giờ quốc tế, Stan đã mạnh trở lại thành bão nhiệt đới; đối lưu bắt đầu tái phát triển ở tâm bão.
Một khu vực áp suất cao khá mạnh ở phía tây vịnh Mexico đã khiến cơn bão đổi hướng về phía Tây Nam, đi vào vịnh Campeche, hướng đến bờ biển Mexico khác. Lớp mây che phủ ngày càng dày đặc hình thành trên cơn bão do điều kiện môi trường thuận lợi trên vịnh Campeche. Cuối ngày 3 tháng 10, các nhà dự báo tại Trung tâm Bão Quốc gia đã ghi nhận 49% khả năng Stan sẽ mạnh lên nhanh chóng trước khi đổ bộ lần cuối. Sự tăng cường này đã diễn ra trong vòng 12 giờ trước khi cơn bão di chuyển vào đất liền. Qua một đêm, cấu trúc của Stan được cải thiện nhanh chóng, với đặc điểm thành mắt phát triển bên trong vùng đối lưu sâu bất thường với nhiệt độ trên đỉnh đám mây là −90 °C (−130 °F) qua ảnh vệ tinh hồng ngoại.  Sau diễn biến này, Trung tâm Bão Quốc gia đã nâng cấp cơn bão lên bão cấp 1 trên thang bão Saffir–Simpson . Vào khoảng 12:00 UTC ngày 4 tháng 10, Stan đổ bộ gần Punta Roca Partida với sức gió 70 kt (130 km/h). Cơn bão cũng đạt áp suất khí quyển trung tâm thấp nhất là 977 mb (hPa; 28,85 inHg) vào thời điểm này. Không lâu sau khi di chuyển qua địa hình đồi núi ở miền trung Mexico, Stan nhanh chóng suy yếu thành áp thấp nhiệt đới và tan hoàn toàn vào sáng sớm ngày 5 tháng 10 trên bang Oaxaca.

#### Ảnh hưởng

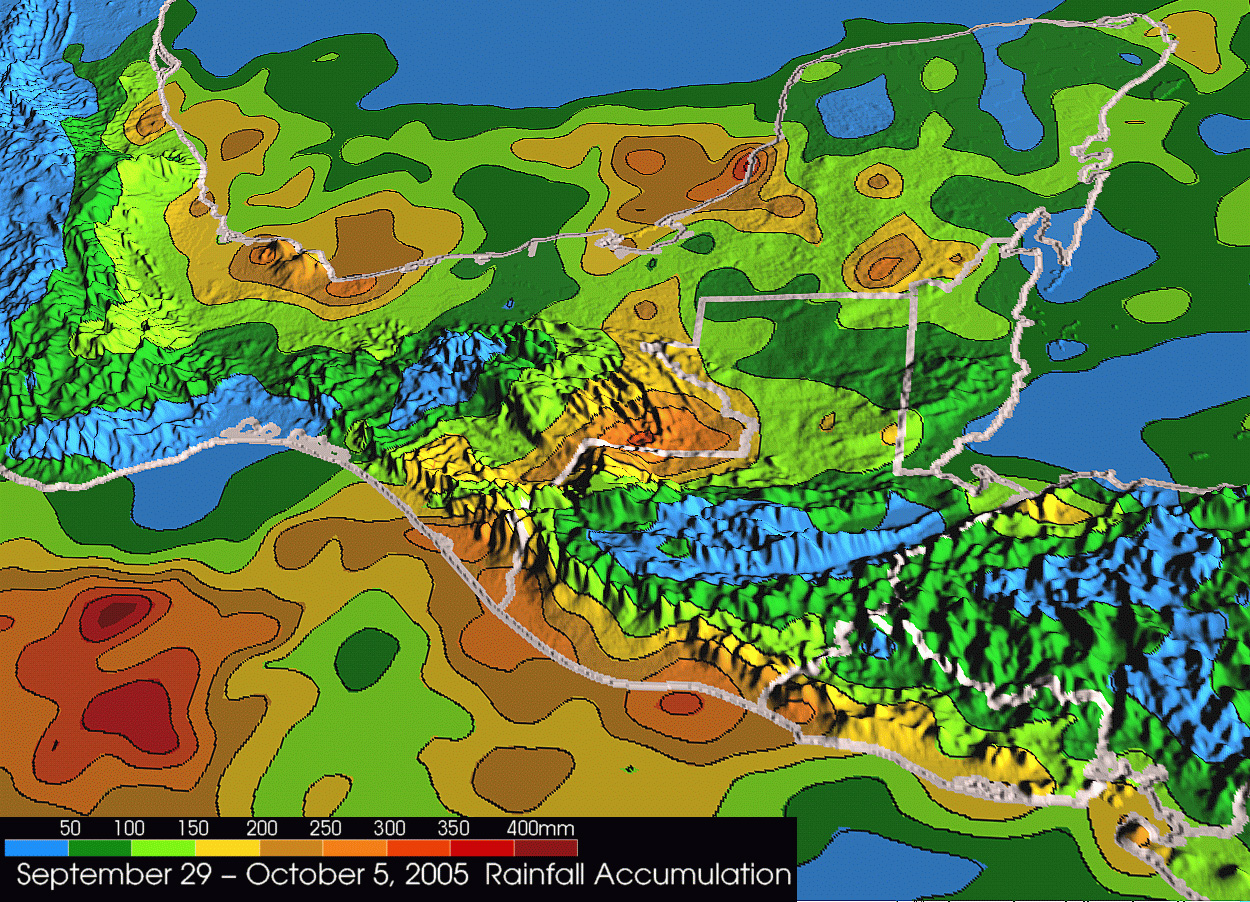
Bản đồ mưa do bão Stan gây ra

Stan đã khiến chết 80 người ở Mexico và thiệt hại vật chất ước tính lên tới 1,2 tỷ USD (13,2 tỷ MXN).  Stan là một phần và gắn liền với một hệ thống thời tiết lớn gây ra mưa lớn trên khắp miền đông Mexico và Trung Mỹ. Lượng mưa xối xả khắp khu vực này đã khiến 1.513 người chết ở Guatemala, khiến đây trở thành thảm họa thiên nhiên tồi tệ nhất trong lịch sử đất nước. Thiệt hại ở Guatemala ước tính khoảng 996 triệu USD. Núi lửa Santa Ana ở El Salvador phun trào vào ngày 1 tháng 10, xảy ra đồng thời với lũ lụt. Lũ lụt đã giết chết 69 người trong nước và thiệt hại từ hai thảm họa ước tính lên tới 355,6 triệu USD. Tại Honduras, hệ thống thời tiết đã giết chết 7 người và gây thiệt hại 100 triệu USD. Ngoài ra còn có ba người chết ở Nicaragua và một người ở Costa Rica.  Thiệt hại về đường sá ở Costa Rica do bão Stan và cơn bão Rita trước đó gây ra ước tính khoảng 57 triệu USD (₡28 tỷ (CRC).
Greenpeace (Tổ chức Hoà bình xanh) đổ lỗi cho nạn phá rừng tràn lan đã làm trầm trọng thêm thảm họa và kêu gọi các chính phủ hành động nhiều hơn để bảo vệ rừng và rừng ngập mặn địa phương.

### Bão Wilma

#### Lịch sử khí tượng[152]
Vào giữa tháng 10 năm 2005, một hình thế giống rãnh gió mùa lớn đã phát triển ở vùng biển Caribe. Một vùng áp thấp hoàn lưu rộng được hình thành vào ngày 13 tháng 10 ở phía đông nam Jamaica, dần dần trở nên rõ ràng hơn. Vào ngày 15 tháng 10, NHC cho biết hình thế này đã trở thành áp thấp nhiệt đới khi nằm cách Grand Cayman khoảng 220 dặm (350 km) về phía Đông Đông Nam. Áp thấp nhiệt đới di chuyển theo hướng Tây Tây Nam vào nơi có môi trường thuận lợi, ví dụ như nhiệt độ bề mặt nước biển cao. Áp thấp nhiệt đới mạnh lên thành bão nhiệt đới vào ngày 17 tháng 10, và có tên quốc tế là Wilma. Sự tăng cường ban đầu diễn ra chậm, do kích thước lớn của Wilma và độ lớn gradient áp suất (có thể hiểu là thứ đặc trưng cho tốc độ thay đổi áp suất theo hướng, gradient là khái niệm của Giải tích) khá thấp, mặc dù đối lưu liên quan dần dần được tổ chức.
Vào ngày 18 tháng 10, Wilma mạnh lên thành một cơn bão cuồng phong và sau đó bắt đầu mạnh lên nhanh chóng trên vùng biển rộng lớn của biển Caribe. Trong khoảng thời gian 30 giờ cho đến ngày 19 tháng 10, áp suất khí quyển của Wilma giảm từ 982 xuống 882 hPa (29,0 xuống 26,0 inHg); điều này khiến Wilma trở thành cơn bão mạnh nhất trên Đại Tây Dương được ghi nhận theo tiêu chí áp suất trung tâm tối thiểu. Trong khoảng thời gian mạnh lên, gió tăng lên đến cường độ cực đại là 160 kt (295 km/h), khiến Wilma trở thành bão cấp 5 trên thang bão Saffir–Simpson. Một chu trình thay thế thành mắt đã khiến Wilma suy yếu xuống bão cấp 4 vào ngày 20 tháng 10, khi bão di chuyển về phía Tây Bắc về phía bán đảo Yucatán của Mexico. Cuối ngày 21 tháng 10, Wilma đi qua đảo Cozumel, Quintana Roo với sức gió duy trì 130 kt (240 km/h), tại Cozumel ghi nhận áp suất 928,0 hPa. Khoảng sáu giờ sau, Wilma đổ bộ lần thứ hai vào đất liền Mexico gần Puerto Morelos. 

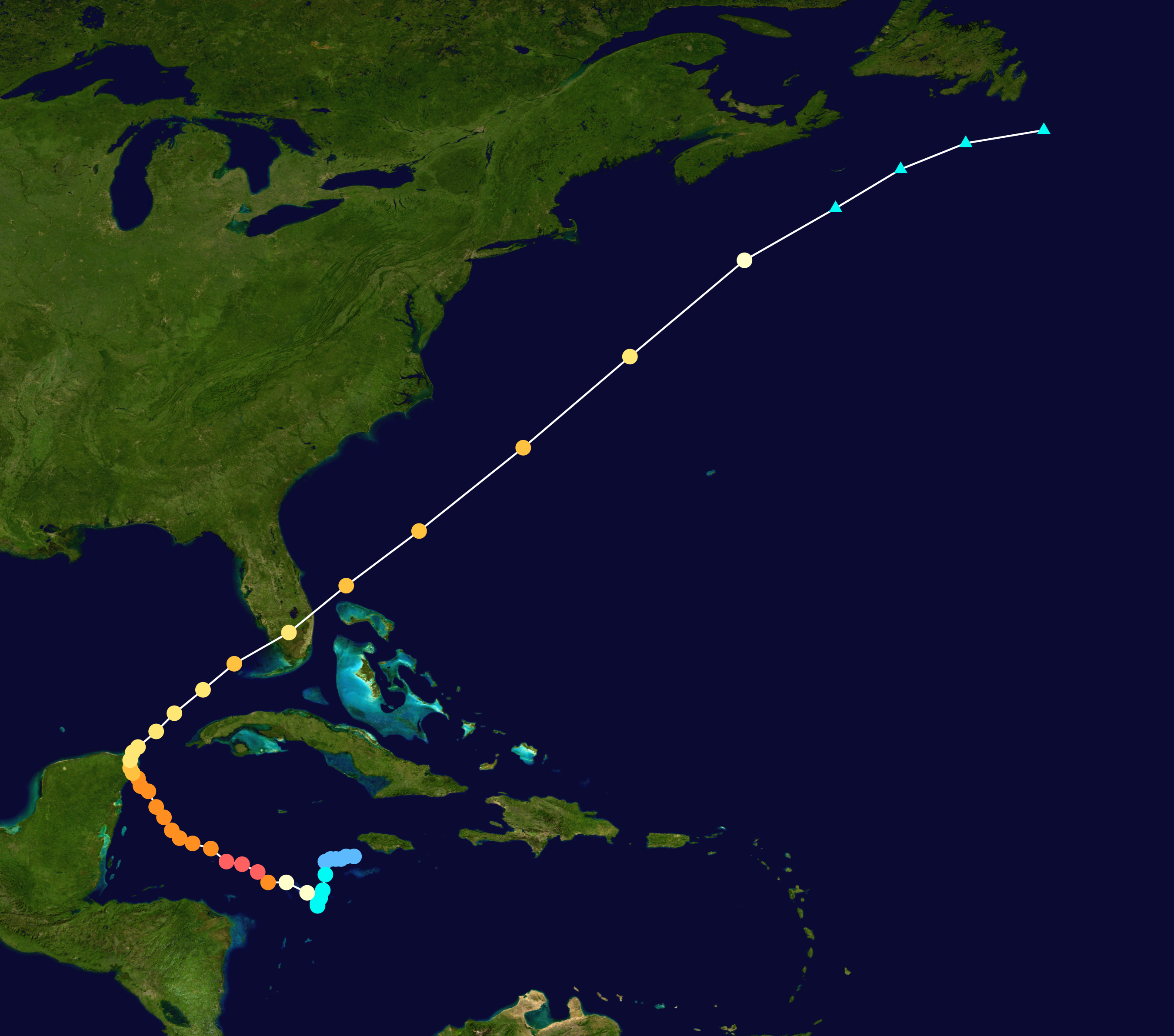
Đường đi phiên bản màu cũ của bão Wilma năm 2005

Bão suy yếu khi di chuyển trên đất liền nhưng mạnh lên trở lại khi đi vào vịnh Mexico. Wilma tăng tốc độ và đổi hướng di chuyển, bão bắt đầu đi theo hướng Đông Bắc do bão được dẫn đường một rãnh thời tiết mạnh. Sau khi đi qua phía tây bắc Florida Keys, cơn bão đổ bộ vào vùng Tây Nam Florida gần Cape Romano vào ngày 24 tháng 10 với sức gió 105 kt (195 km/h). Wilma nhanh chóng đi qua bang và suy yếu, tiến vào vùng biển rộng lớn của Đại Tây Dương gần Jupiter, Florida. Cơn bão mạnh trở lại trong thời gian ngắn khi đi qua phía Bắc Bahamas, hấp thụ cơn bão nhiệt đới Alpha yếu xìu ở phía Đông. Bão đi qua phía tây Bermuda vào ngày 25 tháng 10. Sau khi bão không khí lạnh xâm nhập và gió cắt xuyên qua trung tâm đối lưu, Wilma chuyển thành một xoáy thuận ngoài nhiệt đới vào ngày 26 tháng 10 ở phía nam Nova Scotia trước khi nó bị sáp nhập bởi một xoáy thuận ngoại nhiệt đới khác một ngày sau đó trên vùng Atlantic Canada.

#### Ảnh hưởng
Trong giai đoạn bão hình thành, do hoàn lưu rộng lớn của Wilma gây mưa lớn khắp phía tây biển Caribe, đã có 12 người ở Haiti và một người ở Jamaica tử vong.
Tại Mexico, Wilma đã gây ra lượng mưa rất lớn ở Mexico, tổng lượng mưa trong 24 giờ cao nhất là 64,330 in (1.633,98 mm) được ghi nhận tại Isla Soones, là kỉ lục quốc gia. Gió duy trì trong 10 phút cao nhất là 161 km/h, gió giật cao nhất là 209 km/h (gió cấp 14 giật cấp 17 thang BF) đã được ghi nhận tại Cancun. Có 8 người chết ở Mexico và thiệt hại kinh tế trên toàn quốc ước tính khoảng 454 triệu USD (4,8 tỷ MXN). Nạn cướp bóc và bạo loạn xuất hiện ở Cancún, sau đó quân đội liên bang và địa phương đã dẹp loạn. Sân bay Cancún dừng khai thác chuyến bay trong những ngày sau cơn bão. Vào ngày 28 tháng 11, Mexico tuyên bố "vùng thảm họa" đối với 9 trong số 11 đô thị của Quintana Roo. Nacional Financiera - một tổ chức tài chính phát triển Mexico đã cung cấp hỗ trợ tài chính cho các doanh nghiệp bị ảnh hưởng bởi Wilma và Stan thông qua quỹ có giá trị 38 triệu USD.
Gió mạnh phổ biến từ cấp 8 đến cấp 10, có nơi ghi nhận gió mạnh cấp 11 giật cấp 12-13 theo thang gió BF đã được ghi nhận tại Cuba dù bão không đổ bộ.  Mưa và nước dâng do bão đã làm ngập lụt các khu vực phía tây Cuba, gây thiệt hại kinh tế 704 triệu USD.
Bão đổ bộ vào Florida cũng gây mưa lớn và gió mạnh, tốc độ gió duy trì trong 15 phút mạnh nhất 148 km/h - cấp 13 thang BF (tại hồ Okeechobee), gió giật mạnh cao nhất 217 km/h (cấp 17 thang BF) và tổng lượng mưa cao nhất 274 mm đã được ghi nhận trên đất liền. Còn ở vùng biển quanh bang này, ghi nhận tốc độ gió trung bình 2 phút là 163 km/h, giật tới 198 km/h (gió cấp 14 giật cấp 16 thang BF) tại ngọn hải đăng Fowey Rocks, phía Đông Florida. Wilma gây thiệt hại 19 tỷ USD và làm 30 người thiệt mạng; 5 trong số những người thiệt mạng là do cơn bão trực tiếp gây ra. Triều cường do bão Wilma gây ra đã gây ra trận lũ lụt nghiêm trọng nhất ở Florida Keys kể từ bão Betsy năm 1965. Wilma đã gây ra thiệt hại hàng tỷ đô la ở khu vực đô thị Miami, trong đó có thiệt hại 2,9 tỷ đô la ở quận Palm Beach,  2 tỷ USD ở quận Miami-Dade, và 1,2 tỷ USD ở quận Broward. Nhiều ngôi nhà và cơ sở kinh doanh bị ảnh hưởng ở một mức độ nào đó, với hơn 55.000 ngôi nhà và 3.600 nơi làm việc bị hư hại chỉ riêng ở quận Palm Beach. Vào ngày 24 tháng 10 năm 2005, cùng ngày Wilma đổ bộ vào Florida, tổng thống George W. Bush đã phê chuẩn quyết định về tình trạng thảm họa cho 13 quận của Florida. FEMA đã chi 342,5 triệu USD cho 227.321 người nộp đơn được phê duyệt. Ngoài ra, hỗ trợ công cộng từ FEMA đạt tổng cộng hơn 1,4 tỷ USD và các khoản tài trợ cho các dự án giảm thiểu nguy cơ vượt quá 141,5 triệu USD.

Sau khi rời Florida, Wilma đã khiến thêm một người thiệt mạng và gây ra thiệt hại 6,4 triệu USD cho Bahamas khi nó đi qua phía Tây Bắc của quốc gia này. Tại Bermuda, bão Wilma tạo ra gió giật mạnh 82 km/h.

## Tổng kết mùa bão
Bảng sau đây tổng hợp tất cả các xoáy thuận nhiệt đới có trong mùa bão Đại Tây Dương năm 2005: nó bao gồm tên bão, thời gian hoạt động như một xoáy thuận nhiệt đới, cường độ cực đại, khu vực bị ảnh hưởng, thiệt hại và tổng số người chết. Thống kê thiệt hại và số người chết do ảnh hưởng của bão bao gồm các thống kê ảnh hưởng từ xoáy thuận ngoại nhiệt đới sau bão, tiền thân hoặc tàn dư sau bão . Số người chết bao gồm tất cả các trường hợp tử vong gián tiếp, chẳng hạn như tai nạn giao thông hoặc điện giật. Con số thiệt hại tính theo USD năm 2005.
Chú ý trong bảng: 
| Số thứ tự                    | Tên bão                      | Thời gian hoạt động như một xoáy thuận nhiệt đới | Cấp bão lúc mạnh nhất        | Tốc độ gió duy trì trong 1 phút tối đa (kt (km/h)) | Khí áp thấp nhất (hPa)                  | Khu vực ảnh hưởng                                                                               | Thiệt hại (triệu USD)                   | Số người chết                           |
| ---------------------------- | ---------------------------- | ------------------------------------------------ | ---------------------------- | -------------------------------------------------- | --------------------------------------- | ----------------------------------------------------------------------------------------------- | --------------------------------------- | --------------------------------------- |
| 1                            | Arlene                       | 8 tháng 6 - 13 tháng 6                           | Bão nhiệt đới                | 60 (110)                                           | 989                                     | Quần đảo Cayman, Cuba, Hoa Kì                                                                   | 11,8                                    | 1                                       |
| 2                            | Bret                         | 28 tháng 6 - 30 tháng 6                          | Bão nhiệt đới                | 35 (65)                                            | 1002                                    | Miền Trung Mexico                                                                               | 9,2                                     | 2                                       |
| 3                            | Cindy                        | 3 tháng 7 - 7 tháng 7                            | Bão cuồng phong cấp 1        | 65 (120)                                           | 991                                     | Bán đảo Yucatan, Đông Nam Hoa Kì, Bờ Đông Hoa Kì                                                | 320                                     | 3                                       |
| 4                            | Dennis                       | 4 tháng 7 - 13 tháng 7                           | Bão cuồng phong cấp 4        | 130 (240)                                          | 930                                     | Quần đảo Windward , Đại Antilles , Đông Nam Hoa Kỳ, Vùng Ngũ Đại Hồ                             | 4.026                                   | 88                                      |
| 5                            | Emily                        | 11 tháng 7 - 21 tháng 7                          | Bão cuồng phong cấp 5        | 140 (260)                                          | 929                                     | Tiểu Antilles , Đại Antilles, Nam Mỹ , Bán đảo Yucatan, Mexico, Texas.                          | 1.001                                   | 17                                      |
| 6                            | Frankin                      | 21 tháng 7 - 29 tháng 7                          | Bão nhiệt đới                | 60 (110)                                           | 997                                     | Bahamas, Bermuda, Newfoundland                                                                  | 0                                       | 0                                       |
| 7                            | Gert                         | 23 tháng 7 - 25 tháng 7                          | Bão nhiệt đới                | 40 (75)                                            | 1005                                    | Miền trung Mexico                                                                               | 6                                       | 1                                       |
| 8                            | Harvey                       | 2 tháng 8 - 8 tháng 8                            | Bão nhiệt đới                | 55 (100)                                           | 994                                     | Bermuda                                                                                         | 0                                       | 0                                       |
| 9                            | Irene                        | 4 tháng 8 - 18 tháng 8                           | Bão cuồng phong cấp 2        | 90 (165)                                           | 970                                     | Bờ Đông Hoa Kì                                                                                  | 0                                       | 1                                       |
| 10                           | Không có tên                 | 13 tháng 8 - 14 tháng 8                          | Áp thấp nhiệt đới            | 30 (55)                                            | 1008                                    | Không có                                                                                        | 0                                       | 0                                       |
| 11                           | Jose                         | 22 tháng 8 - 23 tháng 8                          | Bão nhiệt đới                | 60 (95)                                            | 998                                     | Miền Trung Mexico                                                                               | 45                                      | 16                                      |
| 12                           | Katrina                      | 23 tháng 8 - 30 tháng 8                          | Bão cuồng phong cấp 5        | 150 (280)                                          | 905                                     | Bahamas, Nam Florida , Cuba, Đông Nam Hoa Kỳ, Bờ Đông Hoa Kỳ                                    | 97.400-145.500                          | 1.392                                   |
| 13                           | Lee                          | 28 tháng 8 - 2 tháng 9                           | Bão nhiệt đới                | 35 (65)                                            | 1006                                    |                                                                                                 | 0                                       | 0                                       |
| 14                           | Maria                        | 1 tháng 9 - 10 tháng 9                           | Bão cuồng phong cấp 3        | 100 (185)                                          | 962                                     | Iceland, Scotland                                                                               | 3,1                                     | 3                                       |
| 15                           | Nate                         | 5 tháng 9 - 10 tháng 9                           | Bão cuồng phong cấp 1        | 80 (150)                                           | 979                                     | Bermuda, Azores                                                                                 | 0                                       | 1                                       |
| 16                           | Ophelia                      | 6 tháng 9 - 17 tháng 9                           | Bão cuồng phong cấp 1        | 75 (140)                                           | 976                                     | Bahamas, Florida , Carolinas , Bờ Đông Hoa Kỳ, vùng Atlantic Canada , Châu Âu                   | 70                                      | 3                                       |
| 17                           | Philippe                     | 17 tháng 9 - 23 tháng 9                          | Bão cuồng phong cấp 1        | 70 (130)                                           | 985                                     | Bermuda                                                                                         | Tối thiểu                               | 0                                       |
| 18                           | Rita                         | 18 tháng 9 - 26 tháng 9                          | Bão cuồng phong cấp 5        | 155 (285)                                          | 895                                     |                                                                                                 | 18.500                                  | 120                                     |
| 19                           | Không có tên                 | 30 tháng 9 - 2 tháng 10                          | Áp thấp nhiệt đới            | 30 (55)                                            | 1006                                    |                                                                                                 | 0                                       | 0                                       |
| 20                           | Stan                         | 1 tháng 10 - 5 tháng 10                          | Bão cuồng phong cấp 1        | 70 (130)                                           | 977                                     | Trung Mỹ , Mexico                                                                               | 2.708                                   | 1.669                                   |
| 21                           | Không có tên                 | 4 tháng 10 - 5 tháng 10                          | Bão cận nhiệt đới            | 45 (85)                                            | 997                                     | Azores                                                                                          | 0                                       | 0                                       |
| 22                           | Tammy                        | 5 tháng 10 - 6 tháng 10                          | Bão nhiệt đới                | 45 (85)                                            | 1001                                    | Bahamas, Đông Nam Hoa Kỳ                                                                        | Ít                                      | 10                                      |
| 23                           | Không có tên                 | 8 tháng 10 - 10 tháng 10                         | Áp thấp cận nhiệt đới        | 30 (55)                                            | 1008                                    | Bermuda, New England                                                                            | Ít                                      | 10                                      |
| 24                           | Vince                        | 8 tháng 10 - 11 tháng 10                         | Bão cuồng phong cấp 1        | 65 (120)                                           | 988                                     | Tây Ban Nha, Bồ Đào Nha                                                                         | Ít                                      | 0                                       |
| 25                           | Wilma                        | 15 tháng 10 - 26 tháng 10                        | Bão cuồng phong cấp 5        | 160 (295)                                          | 882                                     | Bahamas, Jamaica , Trung Mỹ, Bán đảo Yucatan, Cuba, Nam Florida, Bahamas, Đại Tây Dương Canada. | 22.400                                  | 52                                      |
| 26                           | Alpha                        | 22 tháng 10 - 24 tháng 10                        | Bão nhiệt đới                | 45 (85)                                            | 998                                     | Hispaniola, Bahamas                                                                             | Không rõ                                | 26                                      |
| 27                           | Beta                         | 26 tháng 10 - 31 tháng 10                        | Bão cuồng phong cấp 3        | 100 (185)                                          | 962                                     | Trung Mỹ, Colombia                                                                              | 15,5                                    | 9                                       |
| 28                           | Gamma                        | 14 tháng 11 - 21 tháng 11                        | Bão nhiệt đới                | 45 (85)                                            | 1002                                    | Tiểu Antilles, Trung Mỹ                                                                         | 18                                      | 39                                      |
| 29                           | Delta                        | 22 tháng 11 - 28 tháng 11                        | Bão nhiệt đới                | 60 (110)                                           | 980                                     | Quần đảo Canary, Bắc Phi                                                                        | 364                                     | 19                                      |
| 30                           | Elipson                      | 29 tháng 11 - 8 tháng 12                         | Bão cuồng phong cấp 1        | 75 (140)                                           | 981                                     |                                                                                                 | 0                                       | 0                                       |
| 31                           | Zeta                         | 30 tháng 12 (2005) - 6 tháng 1 (2006)            | Bão nhiệt đới                | 55 (100)                                           | 994                                     |                                                                                                 | 0                                       | 0                                       |
| Tổng hợp                     |                              |                                                  |                              |                                                    |                                         |                                                                                                 |                                         |                                         |
| Tổng số xoáy thuận nhiệt đới | Tổng số xoáy thuận nhiệt đới | Tổng số xoáy thuận nhiệt đới                     | Tổng số xoáy thuận nhiệt đới | Tổng số xoáy thuận nhiệt đới                       | 31                                      | 31                                                                                              | 31                                      | 31                                      |
| Thời gian hoạt động toàn mùa | Thời gian hoạt động toàn mùa | Thời gian hoạt động toàn mùa                     | Thời gian hoạt động toàn mùa | Thời gian hoạt động toàn mùa                       | 8 tháng 6 năm 2005 - 6 tháng 1 năm 2016 | 8 tháng 6 năm 2005 - 6 tháng 1 năm 2016                                                         | 8 tháng 6 năm 2005 - 6 tháng 1 năm 2016 | 8 tháng 6 năm 2005 - 6 tháng 1 năm 2016 |
| Bão mạnh nhất                | Bão mạnh nhất                | Bão mạnh nhất                                    | Tên bão                      | Tên bão                                            | Wilma                                   | Wilma                                                                                           | Wilma                                   | Wilma                                   |
| Bão mạnh nhất                | Bão mạnh nhất                | Bão mạnh nhất                                    | Sức gió mạnh nhất (kt)       | Sức gió mạnh nhất (kt)                             | 160                                     | 160                                                                                             | 160                                     | 160                                     |
| Bão mạnh nhất                | Bão mạnh nhất                | Bão mạnh nhất                                    | Khí áp thấp nhất             | Khí áp thấp nhất                                   | 882                                     | 882                                                                                             | 882                                     | 882                                     |
| Tổng thiệt hại (triệu USD)   | Tổng thiệt hại (triệu USD)   | Tổng thiệt hại (triệu USD)                       | Tổng thiệt hại (triệu USD)   | Tổng thiệt hại (triệu USD)                         | 172.297                                 | 172.297                                                                                         | 172.297                                 | 172.297                                 |
| Tổng số người chết           | Tổng số người chết           | Tổng số người chết                               | Tổng số người chết           | Tổng số người chết                                 | 3472                                    | 3472                                                                                            | 3472                                    | 3472                                    |

Năm 2005, có 31 xoáy thuận nhiệt đới đã hình thành, trong đó 28 cơn bão nhiệt đới và cận nhiệt đới (có nghĩa là có 3 cơn chỉ là áp thấp nhiệt đới hoặc cận nhiệt đới khi đạt đỉnh), nhưng chỉ có 27 cơn được đặt tên, nguyên nhân là do một cơn bão cận nhiệt đới đã bị NHC bỏ lỡ khi nó đang hoạt động. Mùa bão có tổng cộng 15 bão cuồng phong và 7 cơn bão cuồng phong lớn (từ cấp 3 trở lên). Năm 2005, ở Đại Tây Dương có 4 cơn bão cấp 5 là Emily, Katrina, Rita và Wilma; trong đó có bão Wilma là bão mạnh nhất; trong khi Rita là cơn bão mạnh nhất trên vịnh Mexico (và có thể là trên toàn khu vực Đại Tây Dương). Có tổng cộng 7 cơn xoáy thuận nhiệt đới đổ bộ vào Hoa Kì, 2 cơn đổ bộ vào Cuba, 7 cơn đổ bộ vào Mexico, ngoài ra còn một số quốc gia, vùng lãnh thổ khác cũng bị bão đổ bộ hoặc chịu ảnh hưởng. Bão Dennis và bão Emily lần lượt đổ bộ vào Cuba, Mexico với sức gió tương đương bão cấp 4. Bão Katrina và bão Stan gây ngập lụt, sạt lở đất là 2 cơn bão làm chết nhiều người nhất. Katrina là cơn bão gây thiệt hại tài sản lớn nhất trong năm đó (và có thể là trên toàn khu vực Đại Tây Dương), cơn bão cũng gây ra ảnh hưởng đáng chú ý đến kinh tế, chính trị. Các cơn bão Vince, Delta, Elipson, Zeta là những cơn bão bất thường khi hình thành trên vùng biển khá lạnh.

### Thiệt hại về người và tài sản

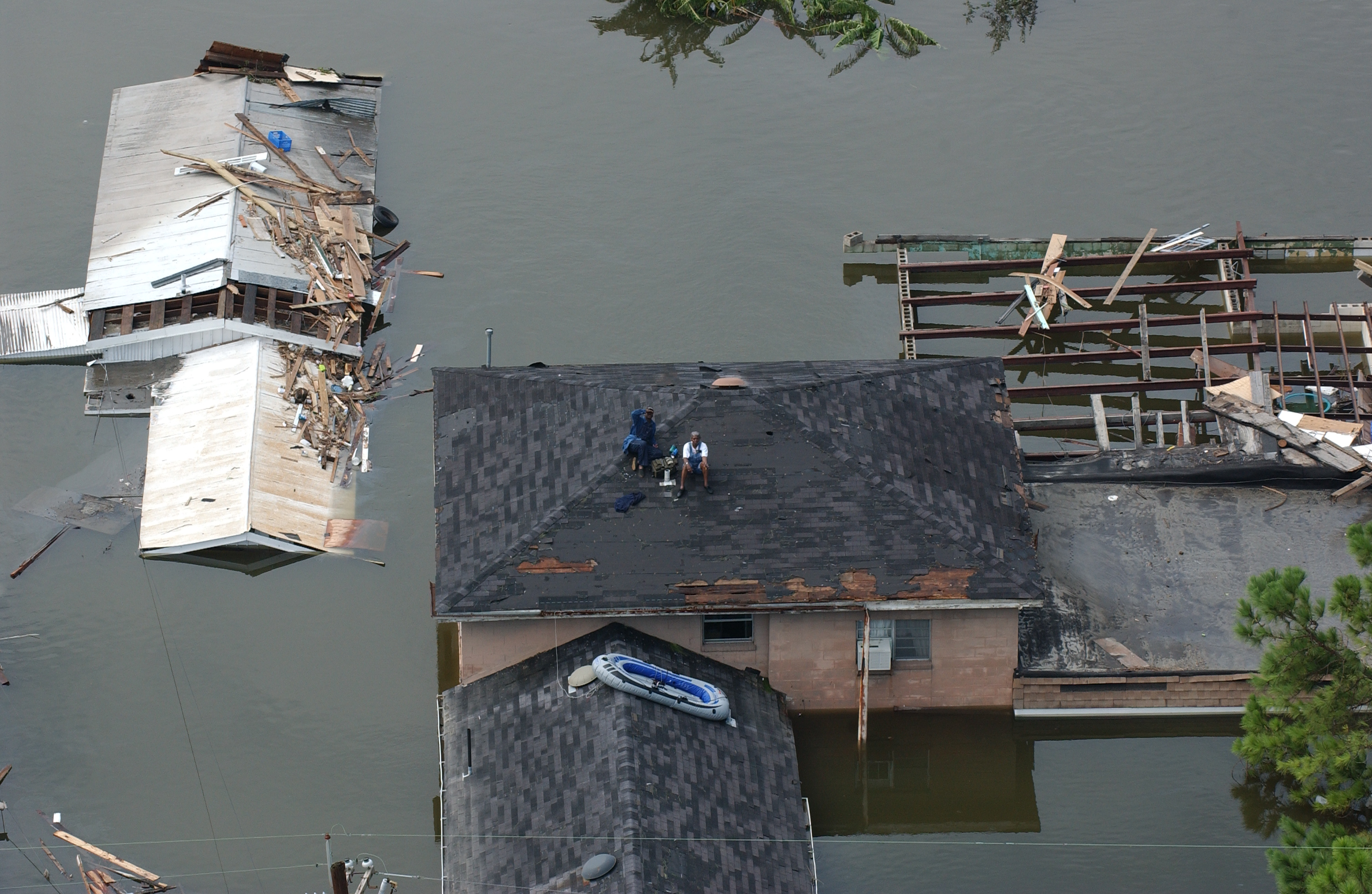
Hình ảnh ngập lụt do bão. Một người dân ở Hoa Kì ngồi trên mái nhà chờ cứu hộ sau cơn bão Katrina.

Nhiều cơn bão trong mùa có sức tàn phá đặc biệt và gây ra thiệt hại đáng kể về người và tài sản. Tổng thiệt hại ước tính khoảng 171,7 tỷ USD, trong đó các cơn bão trong mùa đã khiến hơn 3000 người chết. Có 15 cơn bão đổ bộ vào đất liền, một kỉ lục trong mùa bão, trong đó có 7 cơn bão đổ bộ Hoa Kỳ. 

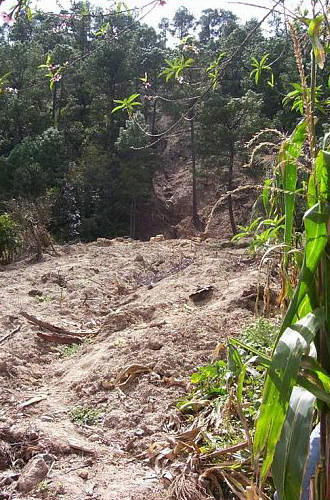
Ảnh hưởng của hình thế thời tiết gây mưa lớn trong đó Stan là một phần của hình thế. Một ngôi nhà bị vùi lấp do sạt lở đất tại Guatemala.

Khu vực bị ảnh hưởng nặng nề nhất là vùng giáp vịnh Mexico, từ phía đông Texas đến Florida, bị ảnh hưởng ở các mức độ khác nhau bởi Arlene, Cindy , Dennis, Katrina, Ophelia, Rita, Tammy và Wilma.  Dennis để lại thiệt hại 2,5 tỷ USD dọc theo Florida Panhandle.  Katrina gây ra thiệt hại thảm khốc, tàn phá một dải bờ biển dài dọc theo Louisiana, Mississippi và Alabama với mực nước dâng do bão cao 30 foot (9,1 m). Thiệt hại do gió được báo cáo ở sâu trong đất liền, làm chậm nỗ lực phục hồi. Nước dâng do bão cũng làm vỡ đê ở thành phố New Orleans, Louisiana, làm ngập lụt khoảng 80% thành phố. Tổng thiệt hại ước tính lên tới 125 tỷ USD, khiến Katrina trở thành cơn bão gây thiệt hại nặng nề nhất trong lịch sử Hoa Kỳ, vượt qua Andrew năm 1992. Ít nhất 1.392 người thiệt mạng do cơn bão, khiến nó trở thành cơn bão nguy hiểm nhất ở Mỹ kể từ năm 1928.  Đông Nam Bắc Carolina đã phải chịu một số thiệt hại do Ophelia di chuyển chậm.  Rita tấn công vào nơi giáp ranh giữa Louisiana và Texas. Cơn bão lại gây ngập lụt New Orleans (mặc dù ở mức độ thấp hơn nhiều so với Katrina), do ảnh hưởng của bão, có 120 người chết và gây thiệt hại khoảng 18,5 tỷ USD. Wilma đã gây ra thiệt hại khoảng 19 tỷ USD khi di chuyển qua miền nam Florida vào tháng 10. Cơn bão đã khiến 30 người thiệt mạng, 5 người trong số đó là trực tiếp do bão gây ra.
Ba cơn bão tấn công Mexico là Emily, Stan và Wilma. Emily tấn công Quintana Roo và Tamaulipas,  gây thiệt hại 343 triệu USD (3,4 tỷ MXN).  Stan đã khiến 80 người chết ở Mexico và thiệt hại ước tính khoảng 1,2 tỷ USD (13,2 tỷ MXN). Stan là một phần của hình thế thời tiết rộng lớn hơn gây mưa lớn trên khắp Trung Mỹ khiến 1.513 người thiệt mạng ở Guatemala, thiệt hại ước tính lên tới 996 triệu USD. Wilma đã gây ra lượng mưa lịch sử khi trôi dạt qua bán đảo Yucatán. Bão đã làm chết 4 người trong nước và gây ra thiệt hại 454 triệu USD (4,8 tỷ MXN).
Ở Caribe, Cuba chịu ảnh hưởng của Dennis và Wilma. Bão Dennis đã gây ra gió mạnh cấp 17 giật trên cấp 17 cùng mưa lớn, hơn nữa bão đã đổ bộ hai lần, làm chết 16 người và để lại thiệt hại 1,4 tỷ USD.  Sau đó, Wilma làm ngập lụt nhiều vùng phía tây Cuba, gây thiệt hại 704 triệu USD.  Đảo Hispaniola bị ảnh hưởng bởi bão Dennis vào tháng 7, khiến 56 người ở Haiti thiệt mạng.  Emily đã làm chết 1 người và để lại thiệt hại 111 triệu USD khi nó tấn công Grenada,  và sau đó nó đã làm 5 người chết ở Jamaica.  Nói chung, Dennis và Emily đã gây thiệt hại khoảng 96 triệu đô la Mỹ (6 tỷ đô la Jamaica) cho Jamaica.  Wilma đã khiến 12 người ở Haiti và một người ở Jamaica tử vong.  Alpha đã làm chết 26 người ở vùng biển Caribe. Ở Trung Mỹ, Beta đã giết chết 9 người và gây thiệt hại 11,5 triệu USD khi tấn công Nicaragua vào tháng 10.  Vào tháng 11, bão Gamma đã làm chết 2 người ở Bequia thuộc Grenadines, 34 người ở Honduras và 3 người ở Belize.
Những tác động bất thường đã được ghi  nhận ở châu Âu và các đảo lân cận. Tàn dư của Maria gây ra lở đất ở Na Uy khiến 3 người thiệt mạng.  Cơn bão cận nhiệt đới không tên vào tháng 10 đã di chuyển qua Azores. Cũng trong tháng 10, Vince trở thành cơn bão nhiệt đới đầu tiên được ghi nhận tấn công Tây Ban Nha, đổ bộ vào đất liền với cường độ áp thấp nhiệt đới, gây lũ lụt ở một số nơi, nhưng thiệt hại nói chung không đáng chú ý.  Vào tháng 11, tàn dư ngoại nhiệt đới của Delta tấn công quần đảo Canary, khiến 7 người thiệt mạng và 12 người mất tích.

### Ảnh hưởng kinh tế xã hội

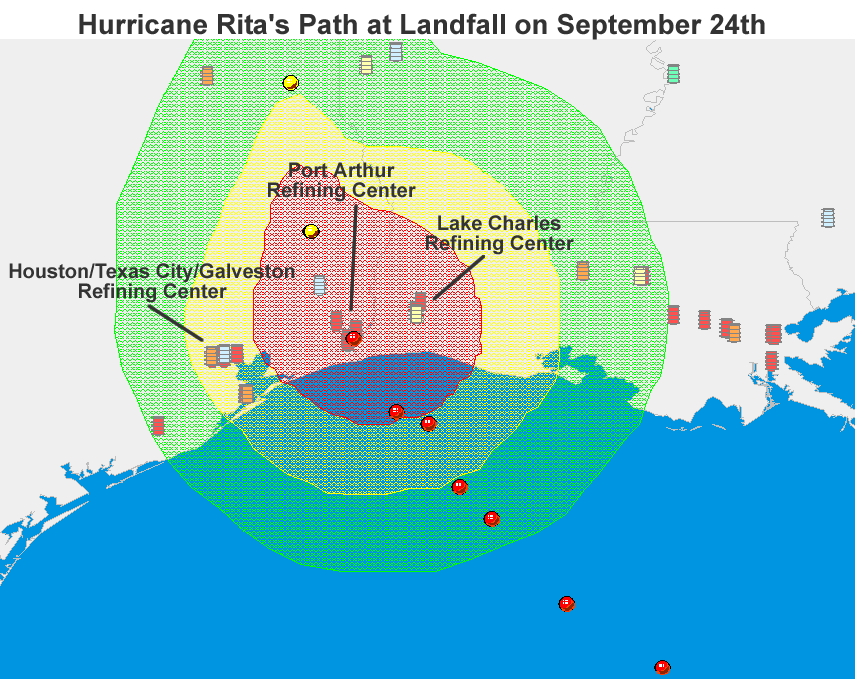
Vị trí bão Rita được ghi lại (chấm tròn màu đỏ), cùng với vị trí nhà máy lọc dầu (biểu tượng hình thùng dầu)

Thiệt hại gây ra hậu quả kinh tế sâu rộng do tính dễ bị tổn thương của cả khả năng khai thác và lọc dầu ở vịnh Mexico, các cơn bão đã dẫn đến giá dầu thô đầu cơ tăng vọt trong khi đó, công suất lọc dầu ở Hoa Kỳ bị thiệt hại khiến giá xăng tăng vọt lên mức kỉ lục vào thời điểm đó (kể cả khi được điều chỉnh theo lạm phát). Các chính phủ ở Châu Âu và Hoa Kỳ đã khai thác nguồn dự trữ xăng dầu chiến lược và tình trạng thiếu hụt đã được báo cáo trong những ngày sau cơn bão Katrina ở các khu vực phụ thuộc nhiều vào vịnh Mexico về xăng tinh chế. Thậm chí nhiều tuần sau cơn bão, giá vẫn tăng do sản lượng thiếu hụt hơn 1 triệu thùng (160.000 m3) mỗi ngày.
Rita đã làm hư hại các giếng dầu ở phía tây vịnh Mexico vốn chủ yếu mang tính chất thăm dò, dẫn đến lo ngại rằng sản lượng trong tương lai sẽ bị giảm sút trong một thời gian tới. Ngoài ra, khi cơn bão đổ bộ vào vùng Vịnh, các nhà dự báo dự đoán rằng nó sẽ tấn công Houston, Texas, nơi có nhiều nhà máy lọc dầu lớn tồn tại sau cơn bão Katrina, khiến giá dầu tăng vọt thêm trước khi các dự báo thay đổi. Tại Georgia, Thống đốc Sonny Perdue đã tuyên bố "những ngày tuyết rơi" vào ngày 26 tháng 9 và 27 tháng 9 năm 2005, tại tất cả các trường công lập Georgia để tiết kiệm nhiên liệu cho xe buýt trường học đề phòng tác động của bão Rita. Tuy nhiên, do cơn bão đi chệch khỏi Houston ngay trước khi đổ bộ vào nơi khác nên thiệt hại về công suất lọc dầu không lớn như lo ngại.
Nông nghiệp ở nhiều quốc gia bị ảnh hưởng nặng nề do mưa cực lớn do bão dữ dội trong mùa. Đầu mùa, Bão Dennis đã gây thiệt hại đáng kể cho nhiều loại cây có múi và rau ở Cuba, mặc dù thiệt hại không quá nghiêm trọng và không gây ra gián đoạn sản xuất nông nghiệp đáng kể. Tại Trung Mỹ, bão Stan cùng với các hình thế thời tiết khác đã gây ra lượng mưa lên tới 20 inch (500 mm), ngoài lũ quét và lở đất nghiêm trọng, còn gây thiệt hại nặng nề cho mùa màng, đặc biệt là cây chuối và cà phê, gần như đã sẵn sàng để thu hoạch. Điều này gây ra sự gián đoạn hoạt động kinh tế ở Guatemala và các quốc gia xung quanh, vì nền kinh tế nông thôn phụ thuộc nhiều vào cây cà phê và chuối.  Khi cơn bão Beta tấn công Nicaragua vào cuối mùa, nó cũng gây thiệt hại nặng nề cho nông nghiệp, đặc biệt là cây chuối, nhưng do vụ thu hoạch đã kết thúc, giảm thiểu sự gián đoạn hoạt động kinh tế nông nghiệp.
Katrina cũng gây ra những hệ quả chính trị đáng kể, như Tổng thống George W. Bush, thống đốc Louisiana Kathleen Blanco và thị trưởng New Orleans Ray Nagin đều bị chỉ trích nặng nề vì những phản ứng được coi là chậm chạp hoặc thiếu tính toán đối với bão Katrina. Vào ngày 14 tháng 12 năm 2005, các phiên điều trần của Quốc hội bắt đầu điều tra xem liệu những tuyên bố này có giá trị gì hay không. Ngoài ra, Michael Brown, người đứng đầu Cơ quan Quản lý Tình huống Khẩn cấp Liên bang (FEMA), đã buộc phải từ chức sau khi tổ chức này bị chỉ trích vì hành động bị đánh giá là kém trước cơn bão Katrina.

### Kỉ lục của mùa bão
Trong mùa, 28 cơn bão đã được đặt tên, nhiều hơn bất kỳ mùa Đại Tây Dương nào được ghi nhận trước 2005,mặc dù kỉ lục này đã bị mùa bão 2020 phá vỡ. Hoạt động của mùa được phản ánh với mức xếp hạng năng lượng lốc xoáy tích lũy (ACE) rất cao là 250. Tổng số này xếp nó là mùa hoạt động mạnh thứ hai trong lịch sử, chỉ mùa 1933 có giá trị ACE cao hơn.  ACE thực ra là thước đo sức mạnh của cơn bão nhân với khoảng thời gian nó tồn tại, do đó, những cơn bão kéo dài trong thời gian dài cũng như những cơn bão đặc biệt mạnh đều có ACE cao. ACE chỉ được tính cho các khuyến cáo đầy đủ về các xoáy thuận nhiệt đới có tốc độ gió duy trì bằng hoặc vượt quá 34 kt (39 dặm/h, 63 km/h) (nói cách khác nó phải là bão nhiệt đới trở lên).
Ba trong số sáu cơn bão Đại Tây Dương mạnh nhất (theo tiêu chí áp suất trung tâm thấp nhất) được ghi nhận xảy ra vào năm 2005, đứng đầu là áp suất tối thiểu 882 mbar (26,0 inHg) của bão Wilma, phá vỡ kỷ lục 17 năm do Bão Gilbert thiết lập. Bão Emily, Katrina và Rita cũng đạt cường độ cấp 5, còn Bão Rita và Katrina lần lượt trở thành cơn bão Đại Tây Dương có cường độ mạnh thứ tư và thứ sáu được ghi nhận. Bão Emily ban đầu không được ghi nhận là bão cấp 5, nhưng nó đã được NHC tăng sức gió ghi nhận sau đánh giá lại, và là cơn bão mạnh nhất trong tháng 7. Ngoài ra, bão Dennis đã đạt đến cấp độ 4 trong tháng 7. Mùa bão năm 2005 là mùa duy nhất được ghi nhận có bốn cơn bão cấp 5 trên thang bão Saffir-Simpson; kỷ lục trước đó chỉ là hai. Mùa bão 2005 5 cơn bão cấp 4, phá vỡ kỷ lục được thiết lập vào mùa năm 1999 và ngang bằng năm 2020. Epsilon là cơn bão tồn tại lâu nhất trong tháng 12, Zeta là bão tồn tại lâu nhất trong tháng 1.

### Diễn biến phức tạp của một số cơn
Một số cơn bão hình thành vào năm 2005 có diễn biến phức tạp và thách thức khả năng dự báo chính xác của các dự báo viên. Bão Vince hình thành xa hơn về phía Đông Bắc ở Đại Tây Dương so với bất kỳ cơn bão nhiệt đới nào khác được ghi nhận vào thời điểm đó (sau này có bão Grace (2009) và Alpha (2020) đã hình thành xa hơn về phía Bắc) và sau đó bất ngờ đạt đến cường độ bão cuồng phong trên vùng nước được coi là quá lạnh để có thể tồn tại một cơn bão cuòng phong. Bão Wilma trở thành cơn bão mạnh nhất được ghi nhận theo tiêu chí áp suất trung tâm, và sau đó mạnh lên bất ngờ khi đối mặt với gió đứt mạnh. Bão Delta, bão Epsilon và bão Zeta đều hình thành trên vùng nước lạnh giống như bão Vince (mặc dù ở vĩ độ thấp hơn) ở phía Đông Đại Tây Dương vào cuối mùa, cả ba đều kiên trì đối mặt với sức gió cắt mạnh. Epsilon đã đạt được cường độ bão cuồng phong trên vùng nước thấp hơn nhiệt độ trước đây được cho là cần thiết để hình thành bão cuồng phong và trở thành cơn bão tồn tại lâu nhất trong tháng 12. Zeta trở thành cơn bão tồn tại lâu nhất vào tháng 1.